# Géneros de monocotiledóneas
Nesta página são listadas as subclasses, ordens, famílias e géneros de monocotiledóneas segundo o sistema de classificação Angiosperm Phylogeny Website.

## Acorales
- Monocotyledoneae o Liliopsida (seria colocada na categoria de classe)
  - (sem nome)
    - Acorales
      - Acoraceae
        - Acorus L.

## Alismatales
- Monocotyledoneae ou Liliopsida (seria colocada na categoria de classe)
  - (se nome)
    - Alismatales
      - Araceae
        - Adelonema Schott = Homalomena Schott
        - Afrorhaphidophora Engl. = Rhaphidophora Hassk.
        - Aglaodorum Schott
        - Aglaonema Schott
        - Alloschemone Schott
        - Alocasia (Schott) G.Don
        - Amauriella Rendle = Anubias Schott
        - Ambrosina Bassi
        - Amorphophallus Blume ex Decne.
        - Amydrium Schott
        - Anadendrum Schott
        - Anaphyllopsis A.Hay
        - Anaphyllum Schott
        - Anchomanes Schott
        - Andromycia A.Rich. = Asterostigma Fisch. & C.A.Mey.
        - Anepsias Schott = Rhodospatha Poepp.
        - Anthurium Schott
        - Anubias Schott
        - Apatemone Schott = Schismatoglottis Zoll. & Moritzi
        - Aphyllarum S.Moore = Caladium Vent.
        - Aridarum Ridl.
        - Ariopsis Nimmo
        - Arisaema Mart.
        - Arisarum Mill.
        - Arodendron Werth = Typhonodorum Schott
        - Arophyton Jum.
        - Aropsis Rojas Acosta = Spathicarpa Hook.
        - Arum L.
        - Asterostigma Fisch. & C.A.Mey.
        - Biarum Schott
        - Bognera Mayo & Nicolson
        - Bucephalandra Schott
        - Caladiopsis Engl. = Chlorospatha Engl.
        - Caladium Vent.
        - Calla L.
        - Callopsis Engl.
        - Calyptrocoryne Schott = Theriophonum Blume
        - Carlephyton Jum.
        - Cercestis Schott
        - Chamaecladon Miq. = Homalomena Schott
        - Chlorospatha Engl.
        - Colletogyne Buchet
        - Colocasia Schott
        - Cryptocoryne Fisch. ex Wydler
        - Culcasia P.Beauv.
        - Cyrtosperma Griff.
        - Diandriella Engl. = Homalomena Schott
        - Dieffenbachia Schott
        - Dracontioides Engl.
        - Dracontium L.
        - Dracunculus Mill.
        - Echidnium Schott = Dracontium L.
        - Eminium (Blume) Schott
        - Epipremnopsis Engl. = Amydrium Schott
        - Epipremnum Schott
        - Felipponia Hicken = Mangonia Schott
        - Felipponiella Hicken = Mangonia Schott
        - Filarum Nicolson
        - Flagellarisaema Nakai = Arisaema Mart.
        - Furtadoa M.Hotta
        - Gamogyne N.E.Br. = Piptospatha N.E.Br.
        - Gearum N.E.Br.
        - Gonatanthus Klotzsch
        - Gonatopus Hook.f. ex Engl.
        - Gorgonidium Schott
        - Gymnomesium Schott = Arum L.
        - Gymnostachys R.Br.
        - Hapaline Schott
        - Helicodiceros Schott ex K.Koch
        - Helicophyllum Schott = Eminium (Blume) Schott
        - Heteroaridarum M.Hotta
        - Heteroarisaema Nakai = Arisaema Mart.
        - Heterolobium Peter = Gonatopus Hook.f. ex Engl.
        - Heteropsis Kunth
        - Holochlamys Engl.
        - Homalomena Schott
        - Hottarum Bogner & Nicolson
        - Humbertina Buchet = Arophyton Jum.
        - Hydrosme Schott = Amorphophallus Blume ex Decne.
        - Jaimenostia Guinea & Gomez Mor. = Sauromatum Schott
        - Jasarum Bunting
        - Lagenandra Dalzell
        - Lasia Lour.
        - Lasimorpha Schott
        - Lemna L.
        - Leucocasia Schott = Colocasia Schott
        - Lilloa Speg. = Synandrospadix Engl.
        - Lysichiton Schott
        - Maguirea A.D.Hawkes = Dieffenbachia Schott
        - Mangonia Schott
        - Microcasia Becc. = Bucephalandra Schott
        - Microculcas Peter = Gonatopus Hook.f. ex Engl.
        - Monstera Adans.
        - Montrichardia Crueg.
        - Nephthytis Schott
        - Oligogynium Engl. = Nephthytis Schott
        - Ophione Schott = Dracontium L.
        - Orontium L.
        - Pauella Ramam. & Sebastine = Theriophonum Blume
        - Pedicellarum M.Hotta
        - Peltandra Raf.
        - Philodendron Schott
        - Philonotion Schott = Schismatoglottis Zoll. & Moritzi
        - Phymatarum M.Hotta
        - Pinellia Ten.
        - Piptospatha N.E.Br.
        - Pistia L.
        - Plesmonium Schott = Amorphophallus Blume ex Decne.
        - Pleuriarum Nakai = Arisaema Mart.
        - Pleurospa Raf. = Montrichardia Crueg.
        - Podolasia N.E.Br.
        - Porphyrospatha Engl. = Syngonium Schott
        - Pothoidium Schott
        - Pothos L.
        - Protarum Engl.
        - Pseudodracontium N.E.Br.
        - Pseudohomalomena A.D.Hawkes = Zantedeschia Spreng.
        - Pseudohydrosme Engl.
        - Pseudowolffia Hartog & Plas = Wolffiella (Hegelm.) Hegelm.
        - Pycnospatha Thorel ex Gagnep.
        - Remusatia Schott
        - Rhaphidophora Hassk.
        - Rhaphiophallus Schott = Amorphophallus Blume ex Decne.
        - Rhektophyllum N.E.Br. = Cercestis Schott
        - Rhodospatha Poepp.
        - Rhynchopyle Engl. = Piptospatha N.E.Br.
        - Richardia Kunth (SUH) = Zantedeschia Spreng.
        - Ringentiarum Nakai = Arisaema Mart.
        - Sauromatum Schott
        - Scaphispatha Brongn. ex Schott
        - Schismatoglottis Zoll. & Moritzi
        - Schizocasia Schott = Alocasia (Schott) G.Don
        - Scindapsus Schott
        - Spathantheum Schott
        - Spathicarpa Hook.
        - Spathiphyllum Schott
        - Spirodela Schleid.
        - Staurostigma Scheidw. = Asterostigma Fisch. & C.A.Mey.
        - Stenospermation Schott
        - Steudnera K.Koch
        - Stylochaeton Lepr.
        - Symplocarpus Salisb. ex Nutt.
        - Synandrogyne Buchet = Arophyton Jum.
        - Synandrospadix Engl.
        - Synantherias Schott = Amorphophallus Blume ex Decne.
        - Syngonium Schott
        - Taccarum Brongn. ex Schott
        - Thaumatophyllum Schott = Philodendron Schott
        - Theriophonum Blume
        - Thomsonia Wall. = Amorphophallus Blume ex Decne.
        - Typhonium Schott
        - Typhonodorum Schott
        - Ulearum Engl.
        - Urospatha Schott
        - Urospathella Bunting = Urospatha Schott
        - Wolffia Horkel ex Schleid.
        - Wolffiella (Hegelm.) Hegelm.
        - Wolffiopsis Hartog & Plas = Wolffiella (Hegelm.) Hegelm.
        - Xanthosoma Schott
        - Xenophya Schott = Alocasia (Schott) G.Don
        - Zamioculcas Schott
        - Zantedeschia Spreng.
        - Zomicarpa Schott
        - Zomicarpella N.E.Br.

      - Tofieldiaceae
        - Harperocallis McDaniel
        - Pleea Michx.
        - Tofieldia Huds.

      - Hydrocharitaceae
        - Anacharis Rich. = Elodea Michx.
        - Apalanthe Planch.
        - Appertiella C.D.K.Cook & Triest
        - Benedictaea Toledo = Ottelia Pers.
        - Blyxa Noronha ex Thouars
        - Boottia Wall. = Ottelia Pers.
        - Egeria Planch.
        - Elodea Michx.
        - Enhalus Rich.
        - Enhydrias Ridl.
        - Halophila Thouars
        - Hydrilla Rich.
        - Hydrocharis L.
        - Hydromystria G.Mey. = Limnobium Rich.
        - Lagarosiphon Harv.
        - Limnobium Rich.
        - Maidenia Rendle
        - Najas L.
        - Nechamandra Planch.
        - Oligolobos Gagnep.
        - Ottelia Pers.
        - Stratiotes L.
        - Thalassia Banks ex C.Koenig
        - Udora Nutt. = Elodea Michx.
        - Vallisneria L.
        - Xystrolobus Gagnep. = Ottelia Pers.

      - Butomaceae
        - Butomus L.

      - Alismataceae
        - Actinocarpus R.Br. = Damasonium Mill.
        - Albidella Pichon = Echinodorus Rich. ex Engelm.
        - Alisma L.
        - Baldellia Parl.
        - Burnatia Micheli
        - Caldesia Parl.
        - Damasonium Mill.
        - Echinodorus Rich. ex Engelm.
        - Helanthium (Benth.) Engelm. ex Britton = Echinodorus Rich. ex Engelm.
        - Limnophyton Miq.
        - Lophiocarpus (Kunth) Miq. (SUH) = Sagittaria L.
        - Lophotocarpus T.Durand = Sagittaria L.
        - Luronium Raf.
        - Machaerocarpus Small
        - Ranalisma Stapf
        - Rautanenia Buchenau = Burnatia Micheli
        - Sagittaria L.
        - Wiesneria Micheli

      - Limnocharitaceae
        - Butomopsis Kunth
        - Hydrocleys Rich.
        - Limnocharis Bonpl.
        - Ostenia Buchenau = Hydrocleys Rich.
        - Tenagocharis Hochst. = Butomopsis Kunth

      - Scheuchzeriaceae
        - Scheuchzeria L.
          - Scheuchzeria palustris

      - Aponogetonaceae
        - Aponogeton L.f.

      - Juncaginaceae
        - Lilaea Bonpl.
        - Maundia F.Muell.
        - Tetroncium Willd.
        - Triglochin L.

      - Posidoniaceae
        - Posidonia K.Koenig

      - Ruppiaceae
      - Cymodoceaceae
        - Amphibolis C.Agardh
        - Cymodocea K.Koenig
        - Halodule Endl.
        - Pectinella J.M.Black = Amphibolis C.Agardh
        - Phycoschoenus (Asch.) Nakai = Cymodocea K.Koenig
        - Syringodium Kutz.
        - Thalassodendron Hartog

      - Zosteraceae
        - Heterozostera
        - Phyllospadix
        - Zostera

      - Potamogetonaceae
        - Groenlandia J.Gay
        - Potamogeton L.
        - Ruppia L.

## Petrosaviales
- Monocotyledoneae o Liliopsida (seria colocada na categoria de classe)
  - (sem nome)
    - Petrosaviales
      - Petrosaviaceae
        - Japonolirion Nakai
        - Petrosavia Becc.

## Dioscoreales
- Monocotyledoneae o Liliopsida (seria colocada na categoria de classe)
  - (sem nome)
    - Dioscoreales
      - Nartheciaceae
        - Aletris L.
        - Lophiola Ker Gawl.
        - Metanarthecium Maxim.
        - Narthecium Huds.
        - Nietneria Klotzsch ex Benth.

      - Taccaceae
        - Tacca

      - Thismiaceae
        - Thismia
        - Haplothismia
        - Oxygyne
        - 2 géneros más

      - Burmanniaceae (a lista inclui Thismiaceae):
        - Afrothismia (Engl.) Schltr.
        - Apteria Nutt.
        - Bagnisia Becc. = Thismia Griff.
        - Burmannia L.
        - Campylosiphon Benth.
        - Cymbocarpa Miers
        - Dictyostega Miers
        - Dipterosiphon Huber = Campylosiphon Benth.
        - Geomitra Becc.
        - Glaziocharis Taub. ex Warm. = Thismia Griff.
        - Gymnosiphon Blume
        - Haplothismia Airy Shaw
        - Hexapterella Urb.
        - Mamorea de la Sota = Thismia Griff.
        - Marthella Urb.
        - Miersiella Urb.
        - Ophiomeris Miers = Thismia Griff.
        - Oxygyne Schltr.
        - Ptychomeria Benth. = Gymnosiphon Blume
        - Scaphiophora Schltr.
        - Thismia Griff.
        - Triscyphus Taub. ex Warm. = Thismia Griff.
        - Triurocodon Schltr. = Thismia Griff.

      - Dioscoreaceae
        - Dioscorea
        - Stenomeris
        - Tacca
        - Trichopus

## Pandanales
- Monocotyledoneae ou Liliopsida (seria colocada na categoria de classe)
  - (sem nome)
    - Pandanales
      - Velloziaceae
        - Acanthochlamys P.C.Kao
        - Aylthonia N.L.Menezes
        - Barbacenia Vand.
        - Barbaceniopsis L.B.Sm.
        - Burlemarxia N.L.Menezes & Semir
        - Didymocolpus S.C.Chen = Acanthochlamys P.C.Kao
        - Nanuza L.B.Sm. & Ayensu
        - Pleurostima Raf.
        - Talbotia Balf.
        - Talbotiopsis L.B.Sm. (SUS) = Talbotia Balf.
        - Vellozia Vand.
        - Xerophyta Juss.

      - Triuridaceae
        - Andruris Schltr.
        - Hexuris Miers(SUS) = Peltophyllum Gardner
        - Hyalisma Champ. = Sciaphila Blume
        - Lacandonia E.Martinez & Ramos = Triuris Miers
        - Peltophyllum Gardner
        - Sciaphila Blume
        - Seychellaria Hemsl.
        - Soridium Miers
        - Triuris Miers

      - Stemonaceae
        - Croomia Torr.
        - Pentastemona Steenis
        - Roxburghia Roxb. = Stemona Lour.
        - Stemona Lour.
        - Stichoneuron Hook.f.

      - Pandanaceae
        - Freycinetia Gaudich.
        - Pandanus Parkinson
        - Sararanga Hemsl.

      - Cyclanthaceae
        - Asplundia Harling
        - Carludovica Ruiz & Pav.
        - Chorigyne R.Erikss.
        - Cyclanthus Poit.
        - Dianthoveus Hammel & Wilder
        - Dicranopygium Harling
        - Evodianthus Oerst.
        - Ludovia Brongn.
        - Pseudoludovia Harling = Sphaeradenia Harling
        - Schultesiophytum Harling
        - Sphaeradenia Harling
        - Stelestylis Drude
        - Thoracocarpus Harling

## Liliales
- Monocotyledoneae ou Liliopsida (seria colocada na categoria de classe)
  - (sem nome)
    - Liliales
      - Alstroemeriaceae
        - Alstroemeria
        - Bomarea
        - Leontochir

      - Campynemataceae
        - Campynema
        - Campynemantha

      - Colchicaceae
        - Androcymbium
        - Baeometra
        - Bulbocodium
        - Burchardia
        - Camptorrhiza
        - Colchicum
        - Disporum
        - Gloriosa
        - Hexacyrtis
        - Iphigenia
        - Kuntheria
        - Littonia
        - Merendera
        - Neodregea
        - Onixotis
        - Ornithoglossum
        - Petermannia
        - Sandersonia
        - Schelhammeria
        - Triplandenia
        - Uvularia
        - Wurmbea

      - Corsiaceae
        - Arachnitis
        - Corsia
        - Corsiopsis

      - Liliaceae
        -           - Calochortus Pursh (incl.: Cyclobothra Sweet)
          - Cardiocrinum (Endl.) Lindl.
          - Clintonia Raf.
          - Erythronium L.
          - Fritillaria L. (incl.: Orithyia D. Don, Petilium Ludw., Rhinopetalum Fisch. ex D.Don, Korolkowia Regely Theresia K.Koch)
          - Gagea Salisb.
          - Lilium L.
          - Lloydia Salisb. ex Rchb. (incl.: Giraldiella Dammer)
          - Medeola L.
          - Nomocharis Franch.
          - Notholirion Wall. ex Boiss.
          - Prosartes D. Don (sin.: Disporum Salisb.)
          - Scoliopus Torr.
          - Streptopus Michx.
          - Tricyrtis Wall. (incl.: Brachycyrtis Koidz., Compsoa D.Don )
          - Tulipa L. (incl.: Amana Honda)

      - Luzuriagaceae
        -           - Drymophila
          - Luzuriaga

      - Melanthiaceae
        - Amianthium A.Gray
        - Chamaelirium Willd.
        - Chionographis Maxim.
        - Daiswa Raf.
        - Helonias L.
        - Heloniopsis A.Gray
        - Kinugasa Tatew. & Suto = Paris L.
        - Melanthium L.
        - Paris L.
        - Schoenocaulon A.Gray
        - Stenanthella Rydb. = Stenanthium (A.Gray) Kunth
        - Stenanthium (A.Gray) Kunth
        - Trillium L.
        - Veratrum L.
        - Xerophyllum Michx.
        - Ypsilandra Franch.
        - Zigadenus Michx.

      - Petermanniaceae
        - Petermannia Klotzsch

      - Philesiaceae
        - Lapageria Ruiz & Pav.
        - Philesia Comm. ex Juss.

      - Rhipogonaceae
        - Rhipogonum J.R.Forst. & G.Forst.

      - Smilacaceae
        - Heterosmilax Kunth
        - Pseudosmilax Hayata = Heterosmilax Kunth
        - Smilax L.

## Asparagales
- Monocotyledoneae ou Liliopsida (seria colocada na categoria de classe)
  - (sem nome)
    - Asparagales
      - Orchidaceae
        - Aa Rchb.f.
        - Abdominea J.J.Sm.
        - Abolla Lindl. = Caucaea Schltr.
        - Acacallis Lindl. = Aganisia Lindl.
        - Acampe Lindl.
        - Acanthephippium Blume
        - Acanthoglossum Blume = Pholidota Lindl. ex Hook.
        - Acanthophippium Blume (SUO) = Acanthephippium Blume
        - Aceras R.Br.
        - Aceratorchis Schltr.
        - Achroanthes Raf. = Malaxis Sol. ex Sw.
        - Acianthera Scheidw. = Pleurothallis R.Br.
        - Acianthus R.Br.
        - × Acinbreea Hort.
        - Acineta Lindl.
        - Aclinia Griff. = Dendrobium Sw.
        - Acoidium Lindl. = Trichocentrum Poepp. & Endl.
        - Acoridium Nees & Meyen
        - Acostaea Schltr.
        - Acraea Lindl. = Pterichis Lindl.
        - Acriopsis Blume
        - Acroanthes Raf. = Malaxis Sol. ex Sw.
        - Acrochaene Lindl. = Monomeria Lindl.
        - Acrolophia Pfitzer
        - Acronia C.Presl = Pleurothallis R.Br.
        - Acropera Lindl. = Gongora Ruiz & Pav.
        - Acrorchis Dressler
        - Acrostylia Frapp. ex Cordem. = Cynorkis Thouars
        - Ada Lindl.
        - Adactylus Rolfe = Apostasía Blume
        - × Adaglossum Hort.
        - Adelopetalum Fitzg. = Bulbophyllum Thouars
        - Adeneleuterophora Barb.Rodr. = Elleanthus C.Presl
        - Adenochilus Hook.f.
        - Adenoncos Blume
        - Adenostylis Blume = Zeuxine Lindl.
        - × Adioda Hort.
        - Adnula Raf. = Pelexia Poit. ex Lindl.
        - Adrorhizon Hook.f.
        - Aeonia Lindl. = Oeonia Lindl.
        - Aerangis Rchb.f.
        - Aeranthes Lindl.
        - × Aerasconetia Hort.
        - × Aeridachnis Hort.
        - Aerides Lour.
        - × Aeridisia Hort.
        - × Aeriditis Hort.
        - Aeridium Salisb. = Aerides Lour.
        - × Aeridocentrum Hort.
        - × Aeridochilus Hort.
        - × Aeridofinetia Hort.
        - × Aeridoglossum Hort.
        - × Aeridopsis Hort.
        - Aeridostachya (Hook.f.) Brieger = Eria Lindl.
        - × Aeridovanda Hort.
        - × Aeridovanisia Hort.
        - Aerobion Kaempf. ex Spreng. = Angraecum Bory
        - Aetheria Blume ex Endl. = Stenorrhynchos Rich. ex Spreng.
        - Aganisia Lindl.
        - Aggeianthus Wight = Porpax Lindl.
        - Aglossorhyncha Schltr.
        - Agrostophyllum Blume
        - × Aitkenara Hort.
        - Alamania Lex.
        - × Alexanderara Hort.
        - × Aliceara Hort.
        - Alipsea Hoffmanns. = Liparis Rich.
        - Alismorkis Thouars = Calanthe Ker Gawl.
        - × Allenara Hort.
        - Allochilus Gagnep. = Goodyera R.Br.
        - Altensteinia Kunth
        - Alvisia Lindl. = Bryobium Lindl.
        - Amalia Rchb. = Laelia Lindl.
        - Amblostoma Scheidw.
        - Amblyanthe Rauschert = Dendrobium Sw.
        - Amblyglottis Blume = Calanthe Ker Gawl.
        - Ambrella H.Perrier
        - Amerorchis Hulten
        - Amesia A.Nelson & J.F.Macbr. = Epipactis Zinn
        - Amesiella Schltr. ex Garay
        - Amitostigma Schltr.
        - Amparoa Schltr.
        - Amphigena Rolfe
        - Amphiglottis Salisb. = Epidendrum L.
        - Amphorchis Thouars = Cynorkis Thouars
        - × Anacamptiplatanthera E.G.Camus
        - Anacamptis Rich.
        - × Anacamptorchis E.G.Camus
        - Anacheilium Hoffmanns. = Epidendrum L.
        - Anathallis Barb.Rodr. = Pleurothallis R.Br.
        - Ancistrochilus Rolfe
        - Ancistrorhynchus Finet
        - Andreettaea Luer = Pleurothallis R.Br.
        - × Andrewara Hort.
        - Androchilus Liebm. ex Hartm.
        - Androcorys Schltr.
        - Androgyne Griff. = Panisea (Lindl.) Lindl.
        - Anectochilus Blume (SUO) = Anoectochilus Blume
        - Angorchis Thouars = Angraecum Bory
        - × Angraecentrum Hort.
        - Angraecopsis Kraenzl.
        - × Angraecostylis Hort.
        - Angraecum Bory
        - × Angraeorchis Hort.
        - × Angrangis Hort.
        - × Angranthes Hort.
        - Anguloa Ruiz & Pav.
        - × Angulocaste Hort.
        - Ania Lindl.
        - Anisopetalum Hook. = Bulbophyllum Thouars
        - Anistylis Raf. = Liparis Rich.
        - Ankylocheilos Summerh. = Taeniophyllum Blume
        - Anneliesia Brieger & Luckel
        - Anocheile Hoffmanns. ex Rchb. = Epidendrum L.
        - Anochilus Rolfe
        - Anoectochilus Blume
        - × Anoectomaria Hort.
        - Anota Schltr. = Rhynchostylis Blume
        - Ansellia Lindl.
        - × Ansidium Hort.
        - Anteriorchis E.Klein & Strack = Orchis L.
        - Anthericlis Raf. = Tipularia Nutt.
        - Anthogonium Wall. ex Lindl.
        - Anthogyas Raf. = Bletia Ruiz & Pav.
        - Anthosiphon Schltr.
        - Anticheirostylis Fitzg. = Prasophyllum R.Br.
        - Antillanorchis Garay
        - Aopla Lindl. = Herminium L.
        - Apation Blume = Liparis Rich.
        - Apatostelis Garay (SUH) = Stelis Sw.
        - Apaturia Lindl. = Pachystoma Blume
        - Apetalon Wight = Didymoplexis Griff.
        - Aphyllorchis Blume
        - Apista Blume = Podochilus Blume
        - Aplectrum (Nutt.) Torr.
        - Aporostylis Rupp & Hatch
        - Aporum Blume = Dendrobium Sw.
        - Apostasía Blume
        - Appendicula Blume
        - × Aracampe Hort.
        - Aracamunia Carnevali & I.Ramirez
        - Arachnanthe Blume = Arachnis Blume
        - Arachnis Blume
        - Arachnites F.W.Schmidt = Ophrys L.
        - × Arachnoglossum Hort.
        - × Arachnoglottis Hort.
        - × Arachnopsis Hort.
        - × Arachnostylis Hort.
        - × Aranda Hort.
        - × Aranthera Hort.
        - Archineottia S.C.Chen
        - Arethusa L.
        - Argyrorchis Blume = Macodes (Blume) Lindl.
        - Arhynchium Lindl. & Paxton = Armodorum Breda
        - Arietinum Beck = Cypripedium L.
        - Arisanorchis Hayata = Cheirostylis Blume
        - Aristolelea Lour. = Spiranthes Rich.
        - × Arizara Hort.
        - Armodorum Breda
        - Arnedina Rchb.f. = Arundina Blume
        - Arnottia A.Rich.
        - Arpophyllum Lex.
        - Arthrochilium Beck = Epipactis Zinn
        - Arthrochilus F.Muell.
        - Artomeria Breda = Eria Lindl.
        - Artorima Dressler & G.E.Pollard
        - Arundina Blume
        - Asarca Lindl. = Chloraea Lindl.
        - × Ascandopsis Hort.
        - Ascidieria Seidenf.
        - × Ascocenda Hort.
        - Ascocentrum Schltr. ex J.J.Sm.
        - Ascochilopsis Carr
        - Ascochilus Ridl.
        - × Ascocleinetia Hort.
        - × Ascofinetia Hort.
        - × Ascogastisia Hort.
        - Ascoglossum Schltr.
        - × Ascoglottis Hort.
        - Ascolabium S.S.Ying = Ascocentrum Schltr. ex J.J.Sm.
        - × Asconopsis Hort.
        - × Ascorachnis Hort.
        - Ascotainia Ridl. = Tainia Blume
        - × Ascovandoritis Hort.
        - Aspasia Lindl.
        - × Aspasium Hort.
        - Aspegrenia Poepp. & Endl. = Octomeria R.Br.
        - Aspidogyne Garay
        - Aspla Rchb. = Herminium L.
        - × Aspodonia Hort.
        - × Aspoglossum Hort.
        - Astroglossus Rchb. ex Benth. (SUI) = Stellilabium Schltr.
        - Ate Lindl. = Habenaria Willd.
        - Auliza Small = Epidendrum L.
        - Aulosepalum Garay
        - Aulostylis Schltr. = Calanthe Ker Gawl.
        - Australorchis Brieger = Dendrobium Sw.
        - Auxopus Schltr.
        - Aviceps Lindl. = Satyrium Sw.
        - × Ayubara Hort.
        - Azadehdelia Braem = Cribbia Senghas
        - × Bakerara Hort.
        - × Baldwinara Hort.
        - × Banfieldara Hort.
        - Baptistonia Barb.Rodr.
        - × Barangis Hort.
        - × Barbendrum Hort.
        - × Barbosaara Hort.
        - Barbosella Schltr.
        - Barbrodria Luer
        - Barkeria Knowles & Westc.
        - × Barlaceras E.G.Camus
        - Barlaea Rchb.f. = Cynorkis Thouars
        - Barlia Parl.
        - Barombia Schltr.
        - Bartholina R.Br.
        - Basigyne J.J.Sm. = Dendrochilum Blume
        - Basiphyllaea Schltr.
        - Baskervillea Lindl.
        - Batemannia Lindl.
        - × Bateostylis Hort.
        - Bathiea Schltr. = Neobathiea Schltr.
        - × Baumannara Hort.
        - Beadlea Small = Cyclopogon C.Presl
        - × Beallara Hort.
        - × Beardara Hort.
        - Beclardia A.Rich.
        - Beloglottis Schltr. = Spiranthes Rich.
        - Benthamia A.Rich.
        - Benzingia Dodson
        - Bicchia Parl. = Habenaria Willd.
        - Bicornella Lindl. = Cynorkis Thouars
        - Bieneria Rchb.f. = Chloraea Lindl.
        - Biermannia King & Pantl.
        - Bifolium Nieuwl. = Listera R.Br.
        - Bifrenaria Lindl.
        - Bilabrella Lindl. = Habenaria Willd.
        - Binotia Rolfe
        - Bipinnula Comm. ex Juss.
        - Birchea A.Rich. = Luisia Gaudich.
        - × Bishopara Hort.
        - × Blackara Hort.
        - Blephariglottis Raf. (SUH) = Platanthera Rich.
        - Bletia Ruiz & Pav.
        - Bletiana Raf. = Bletia Ruiz & Pav.
        - Bletilla Rchb.f.
        - × Bloomara Hort.
        - Bogoria J.J.Sm.
        - × Bokchoonara Hort.
        - Bolbidium (Lindl.) Lindl. = Brasiliorchis R.B.Singer, S.Koehler & Carnevali
        - Bolborchis Lindl. = Coelogyne Lindl.
        - Bollea Rchb.f.
        - Bolusiella Schltr.
        - Bonatea Willd.
        - Bonniera Cordem.
        - Bothriochilus Lem.
        - × Bovornara Hort.
        - Braasiella Braem, Luckel & Russmann = Oncidium Sw.
        - Brachionidium Lindl.
        - Brachtia Rchb.f.
        - Brachycorythis Lindl.
        - Brachypeza Garay
        - Brachystele Schltr.
        - Brachystepis Pritz. = Oeonia Lindl.
        - Bracisepalum J.J.Sm.
        - × Bradeara Hort.
        - Braemia Jenny = Houlletia Brongn.
        - × Brapasia Hort.
        - Brasiliorchis R.B.Singer, S.Koehler & Carnevali
        - × Brassada Hort.
        - Brassavola R.Br.
        - Brassia R.Br.
        - × Brassidium Hort.
        - × Brassocattleya Hort.
        - × Brassochilus Hort.
        - × Brassodiacrium Hort.
        - × Brassoepidendrum Hort.
        - × Brassoepilaelia Hort.
        - × Brassokeria Hort.
        - × Brassolaelia Hort.
        - × Brassolaeliocattleya Hort.
        - × Brassophronitis Hort.
        - × Brassotonia Hort.
        - Brenesia Schltr. = Pleurothallis R.Br.
        - Briegeria Senghas
        - × Brilliandeara Hort.
        - Bromheadia Lindl.
        - Broughtonia R.Br.
        - × Brownara Hort.
        - Brownleea Harv. ex Lindl.
        - × Brummitara Hort.
        - Bryobium Lindl.
        - Bucculina Lindl. = Holothrix Rich. ex Lindl.
        - Buchtienia Schltr.
        - × Buiara Hort.
        - Bulbophyllaria Rchb.f. = Bulbophyllum Thouars
        - Bulbophyllopsis Rchb.f. = Bulbophyllum Thouars
        - Bulbophyllum Thouars
        - Bulleyia Schltr.
        - × Burkillara Hort.
        - Burnettia Lindl.
        - × Burrageara Hort.
        - Byurlingtonia Lindl. = Rodriguezia Ruiz & Pav.
        - Cadetia Gaudich.
        - Caladenia R.Br.
        - Calanthe Ker Gawl.
        - Calanthidum Pfitzer = Calanthe Ker Gawl.
        - Calcearia Blume = Corybas Salisb.
        - Calceolaria Fabr. (SUH) = Cypripedium L.
        - Calceolus Nieuwl. = Cypripedium L.
        - Caleana R.Br.
        - Caleya R.Br. = Caleana R.Br.
        - Calliphyllon Bubani = Epipactis Zinn
        - Callista Lour. = Dendrobium Sw.
        - Callithronum Ehrh. = Cephalanthera Rich.
        - Callostylis Blume
        - Calochilus R.Br.
        - Caloglossum Schltr. = Cymbidiella Rolfe
        - Calophyllum L. (SUH) = Epipactis Zinn
        - Calopogon R.Br.
        - Calorchis Barb.Rodr. = Ponthieva R.Br.
        - Caluera Dodson & Determann
        - Calymmanthera Schltr.
        - Calypso Salisb.
        - Calypsodium Link = Calypso Salisb.
        - Calyptrochilum Kraenzl.
        - Camaridium Lindl. = Maxillaria Ruiz & Pav.
        - Camarotis Lindl. = Micropera Lindl.
        - Camelostalix Pfitzer = Pholidota Lindl. ex Hook.
        - Camilleugenia Frapp. ex Cordem. = Cynorkis Thouars
        - Campanulorchis Brieger
        - × Campbellara Hort.
        - Campylocentrum Benth.
        - Canacorchis Guillaumin = Bulbophyllum Thouars
        - Capanemia Barb.Rodr.
        - Cardiochilos P.J.Cribb
        - Cardiophyllum Ehrh. = Listera R.Br.
        - × Carterara Hort.
        - Carteretia A.Rich. = Cleisostoma Blume
        - × Casoara Hort.
        - Catachaetum Hoffmanns. = Catasetum Rich. ex Kunth
        - × Catamodes Hort.
        - × Catanoches Hort.
        - Catasetum Rich. ex Kunth
        - Cathea Salisb. = Calopogon R.Br.
        - × Cattkeria Hort.
        - Cattleya Lindl.
        - Cattleyopsis Lem.
        - × Cattleyopsisgoa Hort.
        - × Cattleyopsistonia Hort.
        - × Cattleytonia Hort.
        - × Cattotes Hort.
        - Caucaea Schltr.
        - Caularthron Raf.
        - Centranthera Scheidw. (SUH) = Pleurothallis R.Br.
        - Centrochilus Schauer = Habenaria Willd.
        - Centrogenium Schltr. = Stenorrhynchos Rich. ex Spreng.
        - Centroglossa Barb.Rodr.
        - Centropetalum Lindl. = Fernandezia Ruiz & Pav.
        - Centrosia A.Rich. = Calanthe Ker Gawl.
        - Centrosis Thouars = Calanthe Ker Gawl.
        - Centrostigma Schltr.
        - Cephalangraecum Schltr. = Ancistrorhynchus Finet
        - Cephalanthera Rich.
        - Cephalantheropsis Guillaumin
        - Ceraia Lour. = Dendrobium Sw.
        - Ceratandra Eckl. ex F.A.Bauer
        - Ceratium Blume = Eria Lindl.
        - Ceratocentron Senghas
        - Ceratochilus Blume
        - Ceratopsis Lindl. = Epipogium Borkh.
        - Ceratostylis Blume
        - Cerochilus Lindl. = Hetaeria Blume
        - Cestichis Thouars = Liparis Rich.
        - Chaenanthe Lindl.
        - Chaetocephala Barb.Rodr. = Myoxanthus Poepp. & Endl.
        - Chamaeangis Schltr.
        - Chamaeanthus Schltr. ex J.J.Sm.
        - Chamaegastrodia Makino & F.Maek.
        - Chamaerepes Spreng. = Herminium L.
        - Chamelophyton Garay
        - × Chamodenia E.G.Camus
        - Chamorchis Rich.
        - Changnienia S.S.Chien
        - × Charlesworthara Hort.
        - Chaseella Summerh.
        - Chaubardia Rchb.f.
        - Chaubardiella Garay
        - Chauliodon Summerh.
        - Cheiradenia Lindl.
        - Cheiropterocephalus Barb.Rodr. = Malaxis Sol. ex Sw.
        - Cheirorchis Carr = Cordiglottis J.J.Sm.
        - Cheirostylis Blume
        - Chelonanthera Blume = Pholidota Lindl. ex Hook.
        - Chelonistele Pfitzer
        - × Chewara Hort.
        - × Chilocentrum Hort.
        - Chiloglottis R.Br.
        - Chilopogon Schltr. = Appendicula Blume
        - Chiloschista Lindl.
        - Chitonanthera Schltr.
        - Chitonochilus Schltr.
        - Chloraea Lindl.
        - Chlorosa Blume
        - Choeradoplectron Schauer = Habenaria Willd.
        - Chondradenia Maxim. ex Makino = Orchis L.
        - × Chondrobollea Hort.
        - Chondrorhyncha Lindl.
        - × Christieara Hort.
        - Chroniochilus J.J.Sm.
        - Chrysobaphus Wall. = Anoectochilus Blume
        - Chrysocycnis Linden & Rchb.f.
        - Chrysoglossum Blume
        - × Chuanyenara Hort.
        - Chusua Nevski
        - × Chyletia Hort.
        - Chysis Lindl.
        - Chytroglossa Rchb.f.
        - Cionisaccus Breda = Goodyera R.Br.
        - Ciripedium Zumagl. = Cypripedium L.
        - Cirrhaea Lindl.
        - Cirrhopetalum Lindl. = Bulbophyllum Thouars
        - × Cirrhophyllum Hort.
        - Cischweinfia Dressler & N.H.Williams
        - Cistella Blume = Geodorum Jacks.
        - Claderia Hook.f.
        - Cladobium Lindl. = Scaphyglottis Poepp. & Endl.
        - Cladobium Schltr. (SUH) = Stenorrhynchos Rich. ex Spreng.
        - Cleisocentron Bruhl
        - × Cleisodes Hort.
        - Cleisomeria Lindl. ex G.Don
        - × Cleisonopsis Hort.
        - × Cleisoquetia Hort.
        - Cleisostoma Blume
        - Cleistes Rich. ex Lindl.
        - Clematepistephium N.Halle
        - Clowesia Lindl.
        - Cnemidia Lindl. = Tropidia Lindl.
        - Coccineorchis Schltr. = Stenorrhynchos Rich. ex Spreng.
        - × Cochella Hort.
        - Cochleanthes Raf.
        - × Cochlecaste Hort.
        - × Cochlenia Hort.
        - × Cochlepetalum Hort.
        - Cochlia Blume = Bulbophyllum Thouars
        - Cochlioda Lindl.
        - Codonorchis Lindl.
        - Codonosiphon Schltr.
        - Coelandria Fitzg. = Dendrobium Sw.
        - Coelia Lindl.
        - Coeliopsis Rchb.f.
        - Coeloglossum Hartm.
        - Coelogyne Lindl.
        - × Coeloplatanthera E.G.Camus
        - Cogniauxiocharis (Schltr.) Hoehne = Stenorrhynchos Rich. ex Spreng.
        - Cohnia Rchb.f. (SUH) = Cohniella Pfitzer
        - Cohniella Pfitzer
        - Coilochilus Schltr.
        - Coilostylis Raf. = Epidendrum L.
        - Colax Lindl. (SUH) = Pabstia Garay
        - Collabiopsis S.S.Ying = Collabium Blume
        - Collabium Blume
        - Collea Lindl. = Pelexia Poit. ex Lindl.
        - × Colmanara Hort.
        - Colombiana Ospina = Pleurothallis R.Br.
        - Comparettia Poepp. & Endl.
        - Comperia K.Koch
        - Conchidium Griff.
        - Conchochilus Hassk. = Appendicula Blume
        - Condylago Luer
        - Conostalix (Kraenzl.) Brieger = Dendrobium Sw.
        - × Conphronitis Hort.
        - Constantia Barb.Rodr.
        - Corallorhiza Chatel. (SUO) = Corallorrhiza Gagnebin
        - Corallorrhiza Gagnebin
        - Cordiglottis J.J.Sm.
        - Cordula Raf. = Paphiopedilum Pfitzer
        - Cordyla Blume (SUH) = Nervilia Comm. ex Gaudich.
        - Cordylestylis Falc. = Goodyera R.Br.
        - Coryanthes Hook.
        - Corybas Salisb.
        - Corycium Sw.
        - × Coryhopea Hort.
        - Corymbis Thouars = Corymborkis Thouars
        - Corymborchis Thouars = Corymborkis Thouars
        - Corymborkis Thouars
        - Corysanthes R.Br. = Corybas Salisb.
        - Costaricaea Schltr. = Hexisea Lindl.
        - Cottonia Wight
        - Cotylolabium Garay = Stenorrhynchos Rich. ex Spreng.
        - Cranichis Sw.
        - × Crawshayara Hort.
        - Cremastra Lindl.
        - Crepidium Blume (SUH)
        - Cribbia Senghas
        - Crinonia Blume = Pholidota Lindl. ex Hook.
        - Criogenes Salisb. = Cypripedium L.
        - Crocodeilanthe Rchb.f. = Pleurothallis R.Br.
        - Crossangis Schltr. = Diaphananthe Schltr.
        - Crybe Lindl.
        - Cryptanthemis Rupp = Rhizanthella R.S.Rogers
        - Cryptarrhena R.Br.
        - Cryptocentrum Benth.
        - Cryptochilus Wall.
        - Cryptoglottis Blume = Podochilus Blume
        - Cryptophoranthus Barb.Rodr.
        - Cryptopus Lindl.
        - Cryptopylos Garay
        - Cryptosanus Scheidw. = Leochilus Knowles & Westc.
        - Cryptostylis R.Br.
        - Ctenorchis K.Schum. = Angraecum Bory
        - Cuculina Raf. = Catasetum Rich. ex Kunth
        - Cuitlauzina La Llave & Lex.
        - Cutsis Burns-Bal., E.W.Greenw. & R.González = Dichromanthus Garay
        - Cyanaeorchis Barb.Rodr.
        - Cyanorchis Thouars = Phaius Lour.
        - Cyathoglottis Poepp. & Endl. = Sobralia Ruiz & Pav.
        - Cybebus Garay
        - Cybelion Spreng. = Ionopsis Kunth
        - Cyclopogon C.Presl
        - Cycnoches Lindl.
        - × Cycnodes Hort.
        - Cylindrolobus (Blume) Brieger = Eria Lindl.
        - Cymbidiella Rolfe
        - Cymbidium Sw.
        - Cymbiglossum Halb. = Lemboglossum Halb.
        - Cymboglossum (J.J.Sm.) Brieger = Eria Lindl.
        - Cynorchis Thouars (SUO) = Cynorkis Thouars
        - Cynorkis Thouars
        - Cynosorchis Thouars (SUO) = Cynorkis Thouars
        - Cyperochis Blume = Cymbidium Sw.
        - Cyphochilus Schltr.
        - Cypholoron Dodson & Dressler
        - Cypripedium L.
        - × Cyrtellia Hort.
        - Cyrtidiorchis Rauschert
        - Cyrtidium Schltr. (SUH) = Cyrtidiorchis Rauschert
        - Cyrtochilum Kunth = Oncidium Sw.
        - Cyrtoglottis Schltr. = Podochilus Blume
        - Cyrtopera Lindl. = Eulophia R.Br. ex Lindl.
        - Cyrtopodium R.Br.
        - Cyrtorchis Schltr.
        - Cyrtosia Blume
        - Cyrtostylis R.Br.
        - Cystochilum Barb.Rodr. = Cranichis Sw.
        - Cystopus Blume = Pristiglottis Cretz. & J.J.Sm.
        - Cystorchis Blume
        - Cytherea Salisb. = Calypso Salisb.
        - Cytheris Lindl. = Calanthe Ker Gawl.
        - × Dactylella E.G.Camus
        - × Dactylitella E.G.Camus
        - × Dactyloglossum E.G.Camus
        - × Dactylogymnadenia E.G.Camus
        - Dactylorchis (Klinge) Verm. = Dactylorhiza Neck. ex Nevski
        - Dactylorhiza Neck. ex Nevski
        - Dactylorhynchus Schltr.
        - Dactylostalix Rchb.f.
        - Dactylostylis Scheidw. = Zygostates Lindl.
        - × Darwinara Hort.
        - Darwiniella Braas & Luckel = Trichoceros Kunth
        - Darwiniera Braas & Luckel
        - × Debruyneara Hort.
        - Decaisnea Brongn. (SUH) = Prescottia Lindl.
        - Decaisnea Lindl. (SUH) = Tropidia Lindl.
        - × Degarmoara Hort.
        - Degranvillea Determann
        - Deiregyne Schltr.
        - Deiregynopsis Rauschert = Aulosepalum Garay
        - × Dekensara Hort.
        - Dendrobium Sw.
        - Dendrochilum Blume
        - Dendrocoryne (Lindl.) Brieger = Dendrobium Sw.
        - Dendrolirium Blume = Eria Lindl.
        - Dendrophylax Rchb.f.
        - Dendrorkis Thouars = Aerides Lour.
        - Denslovia Rydb. = Habenaria Willd.
        - Deppia Raf. = Lycaste Lindl.
        - Deroemera Rchb.f. = Holothrix Rich. ex Lindl.
        - Desmotrichum Blume = Flickingeria A.D.Hawkes
        - × Devereuxara Hort.
        - × Diabroughtonia Hort.
        - × Diacattleya Hort.
        - Diacrium Benth. = Caularthron Raf.
        - Diadenium Poepp. & Endl.
        - × Dialaelia Hort.
        - × Dialaeliocattleya Hort.
        - × Dialaeliopsis Hort.
        - Dialissa Lindl. = Stelis Sw.
        - Diaphananthe Schltr.
        - Diceratostele Summerh.
        - Dicerostylis Blume
        - Dichaea Lindl.
        - Dichaeopsis Pfitzer = Dichaea Lindl.
        - Dichopus Blume = Dendrobium Sw.
        - Dichromanthus Garay
        - Dickasonia L.O.Williams
        - Dicranotaenia Finet = Microcoelia Lindl.
        - Dicrypta Lindl. = Maxillaria Ruiz & Pav.
        - Dictyophyllaria Garay
        - Didactyle Lindl. = Bulbophyllum Thouars
        - Didiciea King & Prain
        - Didothion Raf. = Epidendrum L.
        - Didymoplexiella Garay
        - Didymoplexis Griff.
        - Dienia Lindl. = Malaxis Sol. ex Sw.
        - Diglyphis Blume (SUO) = Diglyphosa Blume
        - Diglyphosa Blume
        - Dignathe Lindl.
        - Digomphotis Raf. = Habenaria Willd.
        - Dikylikostigma Kraenzl. = Discyphus Schltr.
        - × Dillonara Hort.
        - Dilochia Lindl.
        - Dilochiopsis (Hook.f.) Brieger
        - Dilomilis Raf.
        - Dimerandra Schltr.
        - Dimorphorchis Rolfe
        - Dinema Lindl.
        - Dinklageella Mansf.
        - Diothonea Lindl.
        - Dipera Spreng. = Disperis Sw.
        - Diphryllum Raf. = Listera R.Br.
        - Diphyes Blume = Bulbophyllum Thouars
        - Diphylax Hook.f.
        - Diplandrorchis S.C.Chen
        - Diplanthera Raf. (SUH) = Platanthera Rich.
        - Diplectraden Raf. = Habenaria Willd.
        - Diplectrum Pers. = Satyrium Sw.
        - Diplocaulobium (Rchb.f.) Kraenzl.
        - Diplocentrum Lindl.
        - Diplochilus Lindl. = Diplomeris D.Don
        - Diploconchium Schauer = Agrostophyllum Blume
        - Diplodium Sw. = Pterostylis R.Br.
        - Diplolabellum F.Maek.
        - Diplomeris D.Don
        - × Diplonopsis Hort.
        - Diploprora Hook.f.
        - Dipodium R.Br.
        - Dipteranthus Barb.Rodr.
        - Dipterostele Schltr.
        - Disa Bergius
        - Discyphus Schltr.
        - Diseris Wight = Disperis Sw.
        - Disperis Sw.
        - Dissorhynchium Schauer = Habenaria Willd.
        - Distichis Thouars = Liparis Rich.
        - Distomaea Spenn. = Listera R.Br.
        - Distylodon Summerh.
        - Diteilis Raf. = Liparis Rich.
        - Dithrix Schltr.
        - Dithyridanthus Garay = Schiedeella Schltr.
        - Ditulima Raf. = Dendrobium Sw.
        - Diuris Sm.
        - Dockrillia Brieger = Dendrobium Sw.
        - Dodsonia Ackerman
        - Dolichocentrum (Schltr.) Brieger = Dendrobium Sw.
        - × Domindesmia Hort.
        - Domingoa Schltr.
        - × Domintonia Hort.
        - × Dominyara Hort.
        - × Domliopsis Hort.
        - × Doncollinara Hort.
        - × Dorandopsis Hort.
        - × Doricentrum Hort.
        - × Doriella Hort.
        - × Doriellaopsis Hort.
        - × Dorifinetia Hort.
        - × Doriglossum Hort.
        - × Doristylis Hort.
        - × Doritaenopsis Hort.
        - Doritis Lindl.
        - × Dorthera Hort.
        - Dorycheile Rchb. = Cephalanthera Rich.
        - Dossinia C.Morren
        - × Dossinimaria Hort.
        - Dothilis Raf. = Spiranthes Rich.
        - Dothilophis Raf. = Epidendrum L.
        - × Downsara Hort.
        - Doxosma Raf. = Epidendrum L.
        - Dracula Luer
        - × Dracuvallia Hort.
        - Drakaea Lindl.
        - × Dresslerara Hort.
        - Dresslerella Luer
        - Dressleria Dodson
        - Dressleriella Brieger (SUI) = Jacquiniella Schltr.
        - Dryadella Luer
        - Dryadorchis Schltr.
        - Drymoanthus Nicholls
        - Drymoda Lindl.
        - Dryopeia Thouars = Disperis Sw.
        - Dryorchis Thouars = Disperis Sw.
        - Dubois-Reymondia H.Karst. = Myoxanthus Poepp. & Endl.
        - Duboisia H.Karst. (SUH) = Myoxanthus Poepp. & Endl.
        - Duckeella Porto
        - × Duggerara Hort.
        - × Dunnara Hort.
        - × Dunningara Hort.
        - Dunstervillea Garay
        - × Durutyara Hort.
        - Dyakia Christenson
        - Earina Lindl.
        - × Eastonara Hort.
        - Eburophyton A.Heller = Cephalanthera Rich.
        - Echinoglossum Blume = Cleisostoma Blume
        - Eckartia Rchb.f. = Peristeria Hook.
        - × Edeara Hort.
        - Eggelingia Summerh.
        - Elasmatium Dulac = Goodyera R.Br.
        - Eleorchis F.Maek.
        - Elleanthus C.Presl
        - Eloyella P.Ortiz = Phymatidium Lindl.
        - Eltroplectris Raf. = Stenorrhynchos Rich. ex Spreng.
        - Elythranthera (Endl.) A.S.George
        - Embreea Dodson
        - Empusa Lindl. = Liparis Rich.
        - Empusaria Rchb.f. = Liparis Rich.
        - Encheiridion Summerh. = Microcoelia Lindl.
        - Encyclia Hook.
        - Endeisa Raf. = Dendrobium Sw.
        - Endresiella Schltr.
        - Enothrea Raf. = Octomeria R.Br.
        - Entaticus Gray = Habenaria Willd.
        - Entomophobia de Vogel
        - Eparmatostigma Garay
        - Ephemerantha Summerh. = Flickingeria A.D.Hawkes
        - Ephippianthus Rchb.f.
        - Ephippium Blume = Bulbophyllum Thouars
        - × Epibarkiella Hort.
        - Epiblastus Schltr.
        - Epiblema R.Br.
        - × Epibrassonitis Hort.
        - × Epicatonia Hort.
        - × Epicattleya Hort.
        - Epicladium Small = Epidendrum L.
        - Epicranthes Blume = Bulbophyllum Thouars
        - Epicrianthus Blume = Bulbophyllum Thouars
        - Epidanthus L.O.Williams
        - × Epidella Hort.
        - Epidendropsis Garay & Dunst.
        - Epidendrum L.
        - × Epidiacrium Hort.
        - Epigeneium Gagnep.
        - × Epiglottis Hort.
        - × Epigoa Hort.
        - × Epilaelia Hort.
        - × Epilaeliocattleya Hort.
        - × Epilaeliopsis Hort.
        - Epilyna Schltr. = Elleanthus C.Presl
        - Epipactis Zinn
        - Epiphora Lindl. = Polystachya Hook.
        - × Epiphronitis Hort.
        - Epipogium Borkh.
        - Epipogon S.G.Gmel. = Epipogium Borkh.
        - Epistephium Kunth
        - × Epistoma Hort.
        - × Epitonia Hort.
        - Eria Lindl.
        - Eriaxis Rchb.f.
        - Eriochilum Ritgen = Eriochilus R.Br.
        - Eriochilus R.Br.
        - Eriochylus Steud. = Eriochilus R.Br.
        - Eriodes Rolfe
        - Eriopexis (Schltr.) Brieger = Dendrobium Sw.
        - Eriopsis Lindl.
        - Erioxantha Raf. = Eria Lindl.
        - × Ernestara Hort.
        - Erycina Lindl.
        - Erythrodes Blume
        - Erythrorchis Blume
        - Esmeralda Rchb.f.
        - Etaeria Blume (SUO) = Hetaeria Blume
        - Euanthe Schltr.
        - Eucnemia Rchb. (SUO) = Govenia Lindl.
        - Eucnemis Lindl. = Govenia Lindl.
        - Eucosia Blume
        - Eudisanthema Neck. ex Post & Kuntze = Brassavola R.Br.
        - × Eulocymbidiella Hort.
        - Eulophia R.Br. ex Lindl.
        - Eulophidium Pfitzer = Oeceoclades Lindl.
        - Eulophiella Rolfe
        - Eulophiopsis Pfitzer = Graphorkis Thouars
        - Euothonaea Rchb.f. = Hexisea Lindl.
        - Euphlebium Brieger = Dendrobium Sw.
        - Euproboscis Griff. = Thelasis Blume
        - × Euryangis Hort.
        - Eurycentrum Schltr.
        - Eurychone Schltr.
        - × Eurynopsis Hort.
        - Eurystyles Wawra
        - Evelyna Poepp. & Endl. = Elleanthus C.Presl
        - Evrardia Gagnep. (SUH) = Evrardianthe Rauschert
        - Evrardiana Aver. (SUS) = Evrardianthe Rauschert
        - Evrardianthe Rauschert
        - Exeria Raf. = Eria Lindl.
        - Exophya Raf. = Epidendrum L.
        - × Fergusonaria Hort.
        - Fernandezia Ruiz & Pav.
        - Fieldia Gaudich. (SUH) = Vandopsis Pfitzer
        - Fimbriella Farw. ex Butzin = Platanthera Rich.
        - Finetia Schltr. (SUH) = Neofinetia Hu
        - Fissipes Small = Cypripedium L.
        - Fitzgeraldia F.Muell. (SUH) = Lyperanthus R.Br.
        - Flickingeria A.D.Hawkes
        - Forbesina Ridl. = Eria Lindl.
        - Forficaria Lindl.
        - × Forgetara Hort.
        - Fractiunguis Schltr. = Reichenbachanthus Barb.Rodr.
        - × Freedara Hort.
        - Fregea Rchb.f.
        - Frondaria Luer
        - Froscula Raf. = Dendrobium Sw.
        - Fuertesiella Schltr.
        - × Fujioara Hort.
        - × Fujiwarara Hort.
        - Funkiella Schltr. = Schiedeella Schltr.
        - Gabertia Gaudich. = Grammatophyllum Blume
        - Galeandra Lindl.
        - × Galeansellia Hort.
        - Galearis Raf.
        - Galeoglossum A.Rich. & Galeotti = Prescottia Lindl.
        - Galeola Lour.
        - Galeorchis Rydb. = Orchis L.
        - Galeottia A.Rich. = Mendoncella A.D.Hawkes
        - Galeottiella Schltr. = Brachystele Schltr.
        - Galera Blume = Epipogium Borkh.
        - Gamaria Raf. = Disa Bergius
        - Gamoplexis Falc. = Gastrodia R.Br.
        - Gamosepalum Schltr. = Aulosepalum Garay
        - Garayella Brieger (SUI) = Chamelophyton Garay
        - × Gastisia Hort.
        - Gastorchis Thouars = Phaius Lour.
        - × Gastritis Hort.
        - × Gastrochiloglottis Hort.
        - Gastrochilus D.Don
        - Gastrodia R.Br.
        - Gastroglottis Blume = Liparis Rich.
        - Gastrorchis Schltr. = Phaius Lour.
        - × Gastrosarcochilus Hort.
        - × Gastrothera Hort.
        - × Gauntlettara Hort.
        - Gavilea Poepp.
        - Geesinkorchis de Vogel
        - Geissanthera Schltr. = Microtatorchis Schltr.
        - Gennaria Parl.
        - Genoplesium R.Br.
        - Genyorchis Schltr.
        - Geobina Raf. = Goodyera R.Br.
        - Geoblasta Barb.Rodr.
        - Geocalpa Brieger (SUI) = Pleurothallis R.Br.
        - Geodorum Jacks.
        - Georchis Lindl. = Goodyera R.Br.
        - Gersinia Néraud = Bulbophyllum Thouars
        - Ghiesbreghtia A.Rich. & Galeotti = Calanthe Ker Gawl.
        - Gigliolia Barb.Rodr. (SUH) = Octomeria R.Br.
        - Giulianettia Rolfe = Glossorhyncha Ridl.
        - Glomera Blume
        - Glossapis Spreng. = Habenaria Willd.
        - Glossodia R.Br.
        - Glossorhyncha Ridl.
        - Glossula Lindl. = Habenaria Willd.
        - Goadbyella R.S.Rogers = Microtis R.Br.
        - × Goffara Hort.
        - Goldschmidtia Dammer = Dendrobium Sw.
        - Gomesa R.Br.
        - × Gomochilus Hort.
        - Gomphichis Lindl.
        - Gonatostylis Schltr.
        - Gongora Ruiz & Pav.
        - Goniochilus M.W.Chase
        - Gonogona Link = Goodyera R.Br.
        - × Goodaleara Hort.
        - Goodyera R.Br.
        - Gorgoglossum F.Lehm. = Sievekingia Rchb.f.
        - × Gottererara Hort.
        - Govenia Lindl.
        - Govindooia Wight = Tropidia Lindl.
        - Grafia A.D.Hawkes (SUH) = Phalaenopsis Blume
        - Grammangis Rchb.f.
        - × Grammatocymbidium Hort.
        - Grammatophyllum Blume
        - Graphorkis Thouars
        - Grastidium Blume = Dendrobium Sw.
        - Greenwoodia Burns-Bal.
        - Grobya Lindl.
        - Grosourdya Rchb.f.
        - Gularia Garay = Schiedeella Schltr.
        - Gunnarella Senghas
        - Gunnarorchis Brieger = Eria Lindl.
        - Gunnia Lindl. (SUH) = Sarcochilus R.Br.
        - Gussonea A.Rich. = Solenangis Schltr.
        - Gyaladenia Schltr. = Brachycorythis Lindl.
        - Gyas Salisb. = Bletia Ruiz & Pav.
        - Gymnadenia R.Br.
        - Gymnadeniopsis Rydb. = Platanthera Rich.
        - × Gymnaglossum E.G.Camus
        - × Gymnanacamptis E.G.Camus
        - × Gymnaplatanthera E.G.Camus
        - × Gymnigritella E.G.Camus
        - Gymnochilus Blume
        - Gynizodon Raf. = Oncidium Sw.
        - Gynoglottis J.J.Sm.
        - Gyrostachis Blume = Spiranthes Rich.
        - Gyrostachys Pers. ex Blume = Spiranthes Rich.
        - Habenaria Nimmo (SUH) = Habenaria Willd.
        - Habenaria Willd.
        - Habenella Small = Habenaria Willd.
        - Habenorkis Thouars = Habenaria Willd.
        - Haemaria Lindl. = Ludisia A.Rich.
        - Haematorchis Blume = Galeola Lour.
        - × Hagerara Hort.
        - Hagsatera Tamayo
        - Hakoneaste F.Maek. = Ephippianthus Rchb.f.
        - × Hamelwellsara Hort.
        - Hammarbya Kuntze
        - Hancockia Rolfe
        - × Hanesara Hort.
        - Hapalochilus (Schltr.) Senghas = Bulbophyllum Thouars
        - Hapalorchis Schltr.
        - Haplochilus Endl. = Zeuxine Lindl.
        - Haplostellis Endl. = Nervilia Comm. ex Gaudich.
        - Haraella Kudo
        - Harrisella Fawc. & Rendle
        - × Hartara Hort.
        - Hartwegia Lindl. (SUH) = Nageliella L.O.Williams
        - × Hasegawaara Hort.
        - × Hattoriara Hort.
        - × Hausermannara Hort.
        - × Hawaiiara Hort.
        - × Hawkesara Hort.
        - × Hawkinsara Hort.
        - Hecabe Raf. = Phaius Lour.
        - Hederorkis Thouars
        - Helcia Lindl.
        - Helictonia Ehrh. = Spiranthes Rich.
        - Helleborine Kuntze = Calopogon R.Br.
        - Helleriella A.D.Hawkes
        - Hellerorchis A.D.Hawkes = Rodrigueziella Kuntze
        - Helonoma Garay
        - Helorchis Schltr. = Cynorkis Thouars
        - Hemiperis Frapp. ex Cordem. = Habenaria Willd.
        - Hemipilia Lindl.
        - Hemiscleria Lindl.
        - Henosis Hook.f. = Bulbophyllum Thouars
        - × Herbertara Hort.
        - Herminium L.
        - Herpetophytum (Schltr.) Brieger = Dendrobium Sw.
        - Herpysma Lindl.
        - Herschelia Lindl. (SUH) = Herschelianthe Rauschert
        - Herschelianthe Rauschert
        - × Herscheliodisa Linder
        - Hetaeria Blume
        - Heterotaxis Lindl. = Maxillaria Ruiz & Pav.
        - Heterozeuxine Hashim. = Zeuxine Lindl.
        - Hexadesmia Brongn.
        - Hexalectris Raf.
        - Hexameria R.Br. (SUH) = Podochilus Blume
        - Hexisea Lindl.
        - Hexopia Bateman ex Lindl. = Scaphyglottis Poepp. & Endl.
        - × Higashiara Hort.
        - × Hildaara Hort.
        - Himantoglossum K.Koch
        - × Himoriara Hort.
        - Hintonella Ames
        - Hippeophyllum Schltr.
        - Hippoglossum Breda = Bulbophyllum Thouars
        - Hippopodium Harv. = Ceratandra Eckl. ex F.A.Bauer
        - Hipporkis Thouars = Satyrium Sw.
        - Hirtzia Dodson
        - Hispaniella Braem
        - Hoehneella Ruschi
        - Hofmeistera Rchb.f. = Hofmeisterella Rchb.f.
        - Hofmeisterella Rchb.f.
        - Holcoglossum Schltr.
        - Holmesia P.J.Cribb (SUH) = Angraecopsis Kraenzl.
        - Hologyne Pfitzer = Coelogyne Lindl.
        - Holopogon Kom. & Nevski
        - Holothrix Rich. ex Lindl.
        - × Holttumara Hort.
        - Homalopetalum Rolfe
        - × Hookerara Hort.
        - Horichia Jenny
        - Hormidium (Lindl.) Heynh.
        - Horvatia Garay
        - Houlletia Brongn.
        - × Howeara Hort.
        - Huebneria Schltr. = Orleanesia Barb.Rodr.
        - × Hueylihara Hort.
        - × Hugofreedara Hort.
        - Humboldtia Ruiz & Pav. (SUH) = Stelis Sw.
        - × Huntleanthes Hort.
        - Huntleya Bateman ex Lindl.
        - Huttonaea Harv.
        - Hyacinthorchis Blume = Cremastra Lindl.
        - Hyalosema Rolfe = Bulbophyllum Thouars
        - Hybochilus Schltr.
        - Hydranthus Kuhl & Hasselt ex Rchb.f. = Dipodium R.Br.
        - Hyerochilus Pfitzer = Vandopsis Pfitzer
        - Hygrochilus Pfitzer
        - Hylophila Lindl.
        - Hymanthoglossum Tod. = Himantoglossum K.Koch
        - Hymenorchis Schltr.
        - Hypodema Rchb. = Cypripedium L.
        - Hypodematium A.Rich. (SUH) = Eulophia R.Br. ex Lindl.
        - Hysteria Reinw. = Corymborkis Thouars
        - Iantha Hook. = Ionopsis Kunth
        - Ibidium Salisb. ex Small = Spiranthes Rich.
        - Iebine Raf. = Liparis Rich.
        - Imerinaea Schltr.
        - Inobulbon (Schltr.) Schltr. = Dendrobium Sw.
        - Ione Lindl. = Sunipia Buch.-Ham. ex Lindl.
        - × Ionocidium Hort.
        - Ionopsis Kunth
        - Ionorchis Beck = Limodorum Boehm.
        - Ipsea Lindl.
        - Iridorchis Blume = Cymbidium Sw.
        - Iridorkis Thouars = Oberonia Lindl.
        - × Irvingara Hort.
        - Isabelia Barb.Rodr.
        - × Isaoara Hort.
        - Ischnocentrum Schltr.
        - Ischnogyne Schltr.
        - Isochilus R.Br.
        - Isotria Raf.
        - Itaculumia Hoehne = Habenaria Willd.
        - × Iwanagara Hort.
        - × Izumiara Hort.
        - Jacquiniella Schltr.
        - Jamaiciella Braem = Oncidium Sw.
        - Jansenia Barb.Rodr. = Plectrophora H.Focke
        - Jejosephia A.N.Rao & Mani
        - Jenmania Rolfe = Palmorchis Barb.Rodr.
        - Jensoa Raf. = Cymbidium Sw.
        - × Jewellara Hort.
        - × Jimenezara Hort.
        - Jimensia Raf. = Bletilla Rchb.f.
        - × Joannara Hort.
        - × Johnkellyara Hort.
        - × Jonettia Hort.
        - Josephia Wight = Sirhookera Kuntze
        - × Jumanthes Hort.
        - Jumellea Schltr.
        - × Kagawara Hort.
        - Kalimpongia Pradhan = Dickasonia L.O.Williams
        - Kalopternix Garay & Dunst.
        - × Kanzerara Hort.
        - Katherinea A.D.Hawkes = Epigeneium Gagnep.
        - × Kawamotoara Hort.
        - × Keferanthes Hort.
        - Kefersteinia Rchb.f.
        - Kegelia Rchb.f. = Kegeliella Mansf.
        - Kegeliella Mansf.
        - Kerigomnia P.Royen = Chitonanthera Schltr.
        - Kinetochilus (Schltr.) Brieger = Dendrobium Sw.
        - Kingidium P.F.Hunt
        - Kingiella Rolfe = Kingidium P.F.Hunt
        - Kionophyton Garay = Stenorrhynchos Rich. ex Spreng.
        - × Kirchara Hort.
        - × Knappara Hort.
        - × Knudsonara Hort.
        - Kochiophyton Schltr. ex Cogn. = Aganisia Lindl.
        - Koellensteinia Rchb.f.
        - × Komkrisara Hort.
        - Konantzia Dodson & N.H.Williams
        - Kraenzlinella Kuntze = Pleurothallis R.Br.
        - × Kraussara Hort.
        - Kreodanthus Garay
        - Kryptostoma (Summerh.) Geerinck = Habenaria Willd.
        - Kuhlhasseltia J.J.Sm.
        - Lacaena Lindl.
        - Laelia Lindl.
        - × Laeliocatonia Hort.
        - × Laeliocattkeria Hort.
        - × Laeliocattleya Hort.
        - × Laeliokeria Hort.
        - × Laeliopleya Hort.
        - Laeliopsis Lindl. & Paxton
        - × Laelonia Hort.
        - × Lagerara Hort.
        - × Lancebirkara Hort.
        - Lanium (Lindl.) Benth.
        - Lankesterella Ames = Stenorrhynchos Rich. ex Spreng.
        - Larnandra Raf. = Epidendrum L.
        - Lathrisia Sw. = Bartholina R.Br.
        - Latourea Blume = Dendrobium Sw.
        - Latourorchis Brieger = Dendrobium Sw.
        - × Lauara Hort.
        - × Laycockara Hort.
        - Leaoa Schltr. & Porto = Hexadesmia Brongn.
        - Lecanorchis Blume
        - Lectandra J.J.Sm. = Poaephyllum Ridl.
        - Ledgeria F.Muell. = Galeola Lour.
        - × Leeara Hort.
        - × Lemaireara Hort.
        - Lemboglossum Halb.
        - Lemuranthe Schltr. = Cynorkis Thouars
        - Lemurella Schltr.
        - Lemurorchis Kraenzl.
        - Leochilus Knowles & Westc.
        - × Leocidium Hort.
        - × Leocidmesa Hort.
        - Leopardanthus Blume = Dipodium R.Br.
        - Lepanthes Sw.
        - Lepanthopsis Ames
        - Lepervenchea Cordem. = Angraecum Bory
        - Lepidogyne Blume
        - Leporella A.S.George
        - Leptocentrum Schltr. = Rangaeris (Schltr.) Summerh.
        - Leptoceras (R.Br.) Lindl. = Caladenia R.Br.
        - × Leptolaelia Hort.
        - Leptorkis Thouars = Liparis Rich.
        - Leptotes Lindl.
        - × Leptovola Hort.
        - Lequeetia Bubani = Limodorum Boehm.
        - Lesliea Seidenf.
        - × Leslieara Hort.
        - Leucohyle Klotzsch
        - Leucolaena Ridl. = Didymoplexis Griff.
        - Leucorchis Blume = Didymoplexis Griff.
        - Leucorchis E.Mey. = Pseudorchis Seg.
        - Leucostachys Hoffmanns. = Goodyera R.Br.
        - × Lewisara Hort.
        - × Liaopsis Hort.
        - Lichinora Wight = Porpax Lindl.
        - × Liebmanara Hort.
        - Ligeophila Garay
        - × Limara Hort.
        - Limatodes Blume = Calanthe Ker Gawl.
        - Limnorchis Rydb. = Platanthera Rich.
        - Limodorum Boehm.
        - Lindblomia Fr. = Coeloglossum Hartm.
        - Lindleyella Schltr. (SUH) = Rudolfiella Hoehne
        - Lindsayella Ames & C.Schweinf.
        - × Lioponia Hort.
        - Liparis Rich.
        - Lissochilus R.Br. = Eulophia R.Br. ex Lindl.
        - Listera R.Br.
        - Listrostachys Rchb.
        - Lobogyne Schltr. = Appendicula Blume
        - × Lockcidium Hort.
        - Lockhartia Hook.
        - × Lockochilus Hort.
        - Loefgrenianthus Hoehne
        - Lonchitis Bubani (SUH) = Serapias L.
        - Lophiaris Raf. = Oncidium Sw.
        - Lophoglottis Raf. = Sophronitis Lindl.
        - Loroglossum Rich. = Himantoglossum K.Koch
        - Lothiania Kraenzl. = Porroglossum Schltr.
        - Lothoniana Kraenzl. = Porroglossum Schltr.
        - × Lowara Hort.
        - × Lowsonara Hort.
        - Loxomorchis Rauschert (SUS) = Smithsonia C.J.Saldanha
        - × Luascotia Hort.
        - Ludisia A.Rich.
        - Lueddemannia Rchb.f.
        - Luerella Braas = Masdevallia Ruiz & Pav.
        - × Luicentrum Hort.
        - × Luichilus Hort.
        - × Luinetia Hort.
        - × Luinopsis Hort.
        - × Luisanda Hort.
        - Luisia Gaudich.
        - × Luivanetia Hort.
        - × Lutherara Hort.
        - Lycaste Lindl.
        - × Lycasteria Hort.
        - Lycomormium Rchb.f.
        - × Lymanara Hort.
        - × Lyonara Hort.
        - Lyperanthus R.Br.
        - Lyraea Lindl. = Bulbophyllum Thouars
        - Lyroglossa Schltr. = Stenorrhynchos Rich. ex Spreng.
        - Lysias Salisb. ex Rydb. = Platanthera Rich.
        - Lysiella Rydb. = Platanthera Rich.
        - Lysimnia Raf. = Brassavola R.Br.
        - × Maccoyara Hort.
        - Macdonaldia Gunn ex Lindl. = Thelymitra J.R.Forst. & G.Forst.
        - × Maclellanara Hort.
        - × Maclemoreara Hort.
        - Macodes (Blume) Lindl.
        - × Macomaria Hort.
        - Macradenia R.Br.
        - × Macradesa Hort.
        - Macrocentrum Phil. (SUH) = Habenaria Willd.
        - Macrochilus Knowles & Westc. = Miltonia Lindl.
        - Macroclinium Barb.Rodr. = Notylia Lindl.
        - Macrolepis A.Rich. = Bulbophyllum Thouars
        - Macroplectrum Pfitzer = Angraecum Bory
        - Macropodanthus L.O.Williams
        - Macrostomium Blume = Dendrobium Sw.
        - Macrostylis Breda (SUH) = Corymborkis Thouars
        - Maelenia Dumort. = Cattleya Lindl.
        - × Mailamaiara Hort.
        - Malachadenia Lindl. = Bulbophyllum Thouars
        - Malaxis Sol. ex Sw.
        - Malleola J.J.Sm. & Schltr.
        - Manniella Rchb.f.
        - Margelliantha P.J.Cribb
        - Mariarisqueta Guinea = Cheirostylis Blume
        - Marsupiaria Hoehne = Maxillaria Ruiz & Pav.
        - Masdevallia Ruiz & Pav.
        - Maturna Raf. = Gomesa R.Br.
        - × Maxillacaste Hort.
        - Maxillaria Ruiz & Pav.
        - × Maymoirara Hort.
        - Meciclis Raf. = Coryanthes Hook.
        - Mecosa Blume = Platanthera Rich.
        - Mediocalcar J.J.Sm.
        - Megaclinium Lindl. = Bulbophyllum Thouars
        - Megalorchis H.Perrier
        - Megalotus Garay
        - Megastylis Schltr.
        - Meiracyllium Rchb.f.
        - Menadena Raf. = Maxillaria Ruiz & Pav.
        - Menadenium Raf. = Zygosepalum Rchb.f.
        - Mendoncella A.D.Hawkes
        - Menephora Raf. = Paphiopedilum Pfitzer
        - Mesadenella Pabst & Garay = Stenorrhynchos Rich. ex Spreng.
        - Mesadenus Schltr. = Brachystele Schltr.
        - Mesoclastes Lindl. = Luisia Gaudich.
        - Mesodactylis Wall. = Apostasía Blume
        - Mesoglossum Halb.
        - Mesoptera Raf. (SUH) = Liparis Rich.
        - Mesospinidium Rchb.f.
        - Metachilum Lindl. = Appendicula Blume
        - Mexicoa Garay
        - × Micholitzara Hort.
        - Microchilus C.Presl = Erythrodes Blume
        - Microcoelia Lindl.
        - Microepidendrum Brieger (SUI) = Epidendrum L.
        - Microholmesia P.J.Cribb = Angraecopsis Kraenzl.
        - Micropera Lindl.
        - Microphytanthe (Schltr.) Brieger = Dendrobium Sw.
        - Microsaccus Blume
        - Microstylis (Nutt.) Eaton = Malaxis Sol. ex Sw.
        - Microtatorchis Schltr.
        - Microterangis Senghas
        - Microtheca Schltr. = Cynorkis Thouars
        - Microthelys Garay = Brachystele Schltr.
        - Microtis R.Br.
        - × Milpasia Hort.
        - × Milpilia Hort.
        - × Miltada Hort.
        - × Miltadium Hort.
        - × Miltassia Hort.
        - Miltonia Lindl.
        - × Miltonidium Hort.
        - × Miltonioda Hort.
        - Miltonioides Brieger & Luckel
        - Miltoniopsis God.-Leb.
        - Minicolumna Brieger (SUI) = Epidendrum L.
        - Mischobulbon Schltr. (SUO) = Mischobulbum Schltr.
        - Mischobulbum Schltr.
        - Mitopetalum Blume = Tainia Blume
        - Mitostigma Blume (SUH) = Amitostigma Schltr.
        - × Mizutara Hort.
        - Mobilabium Rupp
        - Moerenhoutia Blume
        - × Moirara Hort.
        - × Mokara Hort.
        - Monachanthus Lindl. = Catasetum Rich. ex Kunth
        - Monadenia Lindl.
        - Monanthos (Schltr.) Brieger = Dendrobium Sw.
        - Monixus Finet = Angraecum Bory
        - Monochilus Wall. ex Lindl. (SUH) = Zeuxine Lindl.
        - Monomeria Lindl.
        - Monophyllorchis Schltr.
        - Monorchis Agosti = Herminium L.
        - Monosepalum Schltr.
        - Monotris Lindl. = Holothrix Rich. ex Lindl.
        - Montolivaea Rchb.f. = Habenaria Willd.
        - Monustes Raf. = Spiranthes Rich.
        - × Moonara Hort.
        - Moorea Rolfe = Neomoorea Rolfe
        - Mormodes Lindl.
        - Mormolyca Fenzl
        - × Moscosoara Hort.
        - Muluorchis J.J.Wood = Tropidia Lindl.
        - Myanthus Lindl. = Catasetum Rich. ex Kunth
        - Mycaranthes Blume
        - Mycaridanthes Blume = Eria Lindl.
        - Myoda Lindl. = Ludisia A.Rich.
        - Myodium Salisb. = Ophrys L.
        - Myoxanthus Poepp. & Endl.
        - Myrmechis (Lindl.) Blume
        - Myrmecophila Rolfe
        - Myrobroma Salisb. = Vanilla Mill.
        - Myrosmodes Rchb.f.
        - Mystacidium Lindl.
        - Nabaluia Ames
        - Nageliella L.O.Williams
        - × Nakagawaara Hort.
        - × Nakamotoara Hort.
        - Nanodes Lindl.
        - Narica Raf. = Sarcoglottis C.Presl
        - × Nashara Hort.
        - Nasonia Lindl. = Fernandezia Ruiz & Pav.
        - Nauenia Klotzsch = Lacaena Lindl.
        - × Naugleara Hort.
        - Neippergia C.Morren = Acineta Lindl.
        - Nemaconia Knowles & Westc. = Ponera Lindl.
        - Nematoceras Hook.f. = Corybas Salisb.
        - Nemuranthes Raf. = Habenaria Willd.
        - Neo-urbania Fawc. & Rendle
        - Neobartlettia Schltr.
        - Neobathiea Schltr.
        - × Neobatopus Hort.
        - Neobenthamia Rolfe
        - Neobolusia Schltr.
        - Neoclemensia Carr
        - Neocogniauxia Schltr.
        - Neodryas Rchb.f.
        - Neofinetia Hu
        - Neogardneria Schltr. ex Garay
        - Neogyna Rchb.f.
        - Neogyne Rchb.f. (SUO) = Neogyna Rchb.f.
        - Neokoehleria Schltr.
        - Neolauchea Kraenzl. = Isabelia Barb.Rodr.
        - Neolehmannia Kraenzl.
        - Neolindleya Kraenzl. = Platanthera Rich.
        - Neomoorea Rolfe
        - × Neostylis Hort.
        - Neotainiopsis Bennet & Raizada = Eriodes Rolfe
        - Neotinea Rchb.f.
        - Neottia Guett.
        - Neottianthe (Rchb.) Schltr.
        - Neottidium Schltdl. = Neottia Guett.
        - Neowilliamsia Garay
        - Nephelaphyllum Blume
        - Nephrangis (Schltr.) Summerh.
        - Nephranthera Hassk. = Renanthera Lour.
        - Nerissa Raf. = Ponthieva R.Br.
        - Nervilia Comm. ex Gaudich.
        - Neuwiedia Blume
        - × Ngara Hort.
        - Nidema Britton & Millsp.
        - Nidus Riv. = Neottia Guett.
        - Niemeyera F.Muell. (SUH) = Apostasía Blume
        - Nienokuea A.Chev. = Polystachya Hook.
        - Nigritella Rich.
        - Nipponorchis Masam. = Neofinetia Hu
        - × Nobleara Hort.
        - × Nonaara Hort.
        - Norna Wahlenb. = Calypso Salisb.
        - × Northenara Hort.
        - × Norwoodara Hort.
        - Nothodoritis Z.H.Tsi
        - Nothostele Garay
        - Notylia Lindl.
        - × Notylidium Hort.
        - Nyctosma Raf. = Epidendrum L.
        - Oakes-Amesia C.Schweinf. & P.H.Allen
        - Oberonia Lindl.
        - Ocampoa A.Rich. & Galeotti = Cranichis Sw.
        - Octadesmia Benth. = Dilomilis Raf.
        - Octandrorchis Brieger (SUI) = Octomeria R.Br.
        - Octarrhena Thwaites
        - Octomeria R.Br.
        - Odonectis Raf. = Isotria Raf.
        - × Odontioda Hort.
        - × Odontobrassia Hort.
        - Odontochilus Blume = Anoectochilus Blume
        - × Odontocidium Hort.
        - Odontoglossum Kunth
        - × Odontonia Hort.
        - × Odontorettia Hort.
        - Odontorrhynchus M.N.Correa
        - Odontostyles Breda = Bulbophyllum Thouars
        - Oeceoclades Lindl.
        - Oeonia Lindl.
        - Oeoniella Schltr.
        - Oerstedella Rchb.f.
        - × Okaara Hort.
        - Olgasis Raf. = Oncidium Sw.
        - Oligophyton Linder
        - Oliveriana Rchb.f.
        - Ommatodium Lindl. = Pterygodium Sw.
        - Omoea Blume
        - × Oncidenia Hort.
        - × Oncidesa Hort.
        - × Oncidettia Hort.
        - × Oncidiella Hort.
        - × Oncidioda Hort.
        - Oncidium Sw.
        - × Oncidpilia Hort.
        - Oncodia Lindl. = Brachtia Rchb.f.
        - Onkeripus Raf. = ×ylobium Lindl.
        - × Onoara Hort.
        - Onychium Blume (SUH) = Dendrobium Sw.
        - Ophidion Luer
        - Ophrys L.
        - × Opsisanda Hort.
        - × Opsiscattleya Hort.
        - × Opsistylis Hort.
        - × Orchiaceras E.G.Camus
        - Orchiastrum Seg. = Spiranthes Rich.
        - × Orchidactyla E.G.Camus
        - Orchidium Sw. = Calypso Salisb.
        - Orchidofunckia A.Rich. & Galeotti = Cryptarrhena R.Br.
        - Orchidotypus Kraenzl. = Pachyphyllum Kunth
        - × Orchigymnadenia E.G.Camus
        - × Orchimantoglossum E.G.Camus
        - Orchiodes Kuntze = Goodyera R.Br.
        - Orchipedum Breda
        - Orchis L.
        - Oreorchis Lindl.
        - Orestias Ridl.
        - Orleanesia Barb.Rodr.
        - Ormostema Raf. = Dendrobium Sw.
        - Ornitharium Lindl. & Paxton = Pteroceras Hasselt ex Hassk.
        - Ornithidium R.Br. = Maxillaria Ruiz & Pav.
        - Ornithocephalus Hook.
        - Ornithochilus (Lindl.) Benth.
        - × Ornithocidium E.G.Camus
        - Ornithophora Barb.Rodr.
        - Orsidice Rchb.f. = Thrixspermum Lour.
        - Orthoceras R.Br.
        - Orthochilus Hochst. ex A.Rich. = Eulophia R.Br. ex Lindl.
        - Orthopenthea Rolfe = Disa Bergius
        - Ortmannia Opiz = Geodorum Jacks.
        - Orxera Raf. = Aerides Lour.
        - × Osmentara Hort.
        - Osmoglossum (Schltr.) Schltr.
        - Ossiculum P.J.Cribb & Laan
        - Osyricera Blume = Bulbophyllum Thouars
        - × Otaara Hort.
        - Otandra Salisb. = Geodorum Jacks.
        - Otochilus Lindl.
        - × Otocolax Hort.
        - Otoglossum (Schltr.) Garay & Dunst.
        - × Otonisia Hort.
        - Otopetalum Lehm. & Kraenzl. = Pleurothallis R.Br.
        - × Otosepalum Hort.
        - Otostylis Schltr.
        - × Owensara Hort.
        - Oxyanthera Brongn. = Thelasis Blume
        - Oxysepala Wight = Bulbophyllum Thouars
        - Oxystophyllum Blume
        - Pabstia Garay
        - Pabstiella Brieger & Senghas = Pleurothallis R.Br.
        - Pachites Lindl.
        - Pachychilus Blume = Pachystoma Blume
        - Pachyne Salisb. = Phaius Lour.
        - Pachyphyllum Kunth
        - Pachyplectron Schltr.
        - Pachyrhizanthe (Schltr.) Nakai = Cymbidium Sw.
        - Pachystele Schltr.
        - Pachystelis Rauschert = Pachystele Schltr.
        - Pachystoma Blume
        - Pachystylis Blume = Pachystoma Blume
        - × Pageara Hort.
        - Paliris Dumort. = Liparis Rich.
        - × Palmerara Hort.
        - Palmoglossum Klotzsch ex Rchb.f. = Pleurothallis R.Br.
        - Palmorchis Barb.Rodr.
        - Palumbina Rchb.f.
        - Panisea (Lindl.) Lindl.
        - Panstrepis Raf. = Coryanthes Hook.
        - × Pantapaara Hort.
        - Pantlingia Prain
        - Paphinia Lindl.
        - Paphiopedilum Pfitzer
        - Papilionanthe Schltr.
        - Papiliopsis E.Morren = Oncidium Sw.
        - Papillilabium Dockrill
        - Papperitzia Rchb.f.
        - Papuaea Schltr.
        - Paracalanthe Kudo = Calanthe Ker Gawl.
        - Paracaleana Blaxell
        - × Parachilus Hort.
        - Paradisanthus Rchb.f.
        - Paragnathis Spreng. = Diplomeris D.Don
        - Parapactis W.Zimm. = Epipactis Zinn
        - Paraphalaenopsis A.D.Hawkes
        - Parapteroceras Aver.
        - Parasarcochilus Dockrill (SUH) = Pteroceras Hasselt ex Hassk.
        - Parasarcochilus Dockrill = Sarcochilus R.Br.
        - Parhabenaria Gagnep.
        - Parlatorea Barb.Rodr. (SUH) = Sanderella Kuntze
        - × Parnataara Hort.
        - Pattonia Wight = Grammatophyllum Blume
        - × Paulsenara Hort.
        - Paxtonia Lindl. = Spathoglottis Blume
        - Pecteilis Raf.
        - Pectinaria Cordem. (SUH) = Angraecum Bory
        - Pedilea Lindl. = Malaxis Sol. ex Sw.
        - Pedilochilus Schltr.
        - Pedilonum Blume = Dendrobium Sw.
        - × Pehara Hort.
        - × Pelacentrum Hort.
        - × Pelachilus Hort.
        - Pelatantheria Ridl.
        - × Pelatoritis Hort.
        - Pelexia Poit. ex Lindl.
        - Pelma Finet = Bulbophyllum Thouars
        - Pennilabium J.J.Sm.
        - Penthea Lindl. = Disa Bergius
        - Pentulops Raf. = Maxillaria Ruiz & Pav.
        - Peramium Salisb. ex Coult. = Goodyera R.Br.
        - Pergamena Finet = Dactylostalix Rchb.f.
        - Peristeranthus T.E.Hunt
        - Peristeria Hook.
        - Peristylus Blume
        - × Perreiraara Hort.
        - Perrieriella Schltr.
        - Perularia Lindl. = Platanthera Rich.
        - × Pescatobollea Hort.
        - Pescatoria Rchb.f.
        - × Pescawarrea Hort.
        - × Pescoranthes Hort.
        - Pesomeria Lindl. = Phaius Lour.
        - Petalocentrum Schltr.
        - Petalochilus R.S.Rogers = Caladenia R.Br.
        - × Pettitara Hort.
        - Phadrosanthus Neck. ex Raf. = Epidendrum L.
        - × Phaiocalanthe Hort.
        - × Phaiocymbidium Hort.
        - Phaius Lour.
        - Phalaenopsis Blume
        - × Phalaerianda Hort.
        - × Phalandopsis Hort.
        - × Phalanetia Hort.
        - × Phaliella Hort.
        - Phaniasia Blume ex Miq. (SUI) = Habenaria Willd.
        - Philippinaea Schltr. & Ames
        - × Phillipsara Hort.
        - Phloeophila Hoehne & Schltr. = Pleurothallis R.Br.
        - Pholidota Lindl. ex Hook.
        - Phormangis Schltr. = Ancistrorhynchus Finet
        - × Phragmipaphium Hort.
        - Phragmipedium Rolfe
        - Phragmorchis L.O.Williams
        - Phreatia Lindl.
        - Phyllomphax Schltr. = Brachycorythis Lindl.
        - Phyllorkis Thouars = Bulbophyllum Thouars
        - Phymatidium Lindl.
        - Physinga Lindl.
        - Physoceras Schltr.
        - Physogyne Garay = Pseudogoodyera Schltr.
        - Physosiphon Lindl. = Pleurothallis R.Br.
        - Physothallis Garay (SUH) = Pleurothallis R.Br.
        - Physurus L. = Erythrodes Blume
        - Pierardia Raf. (SUH) = Eria Lindl.
        - Pilophyllum Schltr.
        - Pilumna Lindl. = Trichopilia Lindl.
        - Pinalia Lindl.
        - Pinelia Lindl.
        - Pinelianthe Rauschert = Pinelia Lindl.
        - Piperia Rydb. = Platanthera Rich.
        - Pittierella Schltr. = Cryptocentrum Benth.
        - Pityphyllum Schltr.
        - Placostigma Blume = Podochilus Blume
        - Platanthera Rich.
        - Platyclinis Benth. = Dendrochilum Blume
        - Platycoryne Rchb.f.
        - Platyglottis L.O.Williams
        - Platylepis A.Rich.
        - Platypus Small & Nash = Eulophia R.Br. ex Lindl.
        - Platyrhiza Barb.Rodr.
        - Platysma Blume = Podochilus Blume
        - Platystele Schltr.
        - Platystylis Lindl. = Liparis Rich.
        - Platythelys Garay
        - × Plectochilus Hort.
        - Plectorrhiza Dockrill
        - × Plectrelgraecum Hort.
        - Plectrelminthus Raf.
        - Plectrophora H.Focke
        - Plecturus Raf. = Tipularia Nutt.
        - Pleione D.Don
        - Pleuranthium Benth. = Epidendrum L.
        - Pleurobotryum Barb.Rodr. = Pleurothallis R.Br.
        - Pleurothallis R.Br.
        - Pleurothallopsis Porto
        - Plexaure Endl. = Phreatia Lindl.
        - Plocoglottis Blume
        - Poaephyllum Ridl.
        - Podangis Schltr.
        - Podanthera Wight = Epipogium Borkh.
        - Podochilus Blume
        - Pogochilus Falc. = Galeola Lour.
        - Pogonia Juss.
        - Pogoniopsis Rchb.f.
        - Pollinirhiza Dulac = Listera R.Br.
        - Polybactrum Salisb. = Pseudorchis Seg.
        - Polychilos Breda = Phalaenopsis Blume
        - Polycycnis Rchb.f.
        - Polyotidium Garay
        - Polyradicion Garay
        - Polyrrhiza Pfitzer = Polyradicion Garay
        - Polystachya Hook.
        - Polystylus Hasselt ex Hassk. = Phalaenopsis Blume
        - Polytoma Lour. ex Gomes (SUH) = Bletilla Rchb.f.
        - × Pomacentrum Hort.
        - × Pomatisia Hort.
        - Pomatocalpa Breda, Kuhl & Hasselt
        - Ponera Lindl.
        - Ponerorchis Rchb.f.
        - Ponthieva R.Br.
        - Porolabium T.Tang & F.T.Wang
        - Porpax Lindl.
        - Porphyrodesme Schltr.
        - Porphyroglottis Ridl.
        - Porphyrostachys Rchb.f.
        - Porroglossum Schltr.
        - Porrorhachis Garay
        - × Potinara Hort.
        - Prasophyllum R.Br.
        - Preptanthe Rchb.f. = Calanthe Ker Gawl.
        - Prescottia Lindl.
        - Pristiglottis Cretz. & J.J.Sm.
        - × Prolax Hort.
        - Promenaea Lindl.
        - × Propetalum Hort.
        - Prosthechea Knowles & Westc. = Epidendrum L.
        - Pseudacoridium Ames
        - × Pseudadenia E.G.Camus
        - Pseudelleanthus Brieger = Elleanthus C.Presl
        - Pseudepidendrum Rchb.f. = Epidendrum L.
        - Pseuderia Schltr.
        - Pseuderiopsis Rchb.f. = Eriopsis Lindl.
        - × Pseudinium E.G.Camus
        - × Pseuditella E.G.Camus
        - Pseudocentrum Lindl.
        - Pseudocranichis Garay
        - Pseudoctomeria Kraenzl. = Pleurothallis R.Br.
        - Pseudodiphryllum Nevski = Platanthera Rich.
        - Pseudoeria (Schltr.) Schltr. = Pseuderia Schltr.
        - Pseudoeurystyles Hoehne = Eurystyles Wawra
        - Pseudogoodyera Schltr.
        - Pseudohexadesmia Brieger (SUI) = Hexadesmia Brongn.
        - Pseudolaelia Porto
        - Pseudoliparis Finet = Crepidium Blume
        - Pseudomacodes Rolfe = Macodes (Blume) Lindl.
        - Pseudomaxillaria Hoehne
        - Pseudoorleanesia Rauschert = Orleanesia Barb.Rodr.
        - Pseudoponera Brieger (SUI) = Ponera Lindl.
        - Pseudorchis Seg.
        - × Pseudorhiza E.G.Camus
        - Pseudorleanesia Rauschert = Orleanesia Barb.Rodr.
        - Pseudostelis Schltr. = Pleurothallis R.Br.
        - Pseudovanilla Garay
        - Psilochilus Barb.Rodr.
        - Psittacoglossum La Llave & Lex. = Maxillaria Ruiz & Pav.
        - Psychechilos Breda = Zeuxine Lindl.
        - Psychilis Raf.
        - Psychopsiella Luckel & Braem
        - Psychopsis Raf. = Oncidium Sw.
        - Psygmorchis Dodson & Dressler
        - Pterichis Lindl.
        - Pteroceras Hasselt ex Hassk.
        - Pterochilus Hook. & Arn. = Maxillaria Ruiz & Pav.
        - Pteroglossa Schltr. = Stenorrhynchos Rich. ex Spreng.
        - Pteroglossaspis Rchb.f.
        - Pterostemma Kraenzl.
        - Pterostylis R.Br.
        - Pterygodium Sw.
        - Ptilocnema D.Don = Pholidota Lindl. ex Hook.
        - Ptychogyne Pfitzer = Coelogyne Lindl.
        - Pygmaeorchis Brade
        - Quekettia Lindl.
        - Queteletia Blume = Orchipedum Breda
        - Quisqueya Dod
        - Radinocion Ridl. = Aerangis Rchb.f.
        - × Raganara Hort.
        - × Ramasamyara Hort.
        - Ramonia Schltr. = Scaphyglottis Poepp. & Endl.
        - Ramphidia Miq. = Myrmechis (Lindl.) Blume
        - × Randactyle E.G.Camus
        - Rangaeris (Schltr.) Summerh.
        - Rauhiella Pabst & Braga
        - Raycadenco Dodson
        - × Recchara Hort.
        - Regnellia Barb.Rodr. = Bletia Ruiz & Pav.
        - Reichenbachanthus Barb.Rodr.
        - × Renades Hort.
        - × Renafinanda Hort.
        - × Renaglottis Hort.
        - × Renancentrum Hort.
        - × Renanetia Hort.
        - × Renanopsis Hort.
        - × Renanstylis Hort.
        - × Renantanda Hort.
        - Renanthera Lour.
        - Renantherella Ridl.
        - × Renanthoglossum Hort.
        - × Renanthopsis Hort.
        - Renata Ruschi
        - Restrepia Kunth
        - Restrepiella Garay & Dunst.
        - Restrepiopsis Luer
        - Reymondia H.Karst. & Kuntze = Myoxanthus Poepp. & Endl.
        - Rhaesteria Summerh.
        - Rhamphidia Lindl. = Hetaeria Blume
        - Rhamphorhynchus Garay
        - Rhaphidorhynchus Finet = Microcoelia Lindl.
        - Rhinerrhiza Rupp
        - × Rhinochilus Hort.
        - Rhipidoglossum Schltr. = Diaphananthe Schltr.
        - Rhizanthella R.S.Rogers
        - × Rhizanthera E.G.Camus
        - Rhomboda Lindl. = Hetaeria Blume
        - Rhynchadenia A.Rich. = Macradenia R.Br.
        - Rhynchandra Rchb.f. = Corymborkis Thouars
        - Rhynchanthera Blume (SUH) = Corymborkis Thouars
        - × Rhynchocentrum Hort.
        - Rhynchogyna Seidenf. & Garay
        - Rhyncholaelia Schltr.
        - × Rhynchonopsis Hort.
        - Rhynchopera Klotzsch = Pleurothallis R.Br.
        - Rhynchophreatia Schltr.
        - × Rhynchorides Hort.
        - Rhynchostele Rchb.f. = Leochilus Knowles & Westc.
        - Rhynchostylis Blume
        - × Rhynchovanda Hort.
        - × Rhyndoropsis Hort.
        - × Richardmizutaara Hort.
        - × Richardsonara Hort.
        - Ridleya (Hook.f.) Pfitzer = Thrixspermum Lour.
        - × Ridleyara Hort.
        - Ridleyella Schltr.
        - Rimacola Rupp
        - Risleya King & Pantl.
        - Ritaia King & Pantl. = Ceratostylis Blume
        - × Robifinetia Hort.
        - × Robinara Hort.
        - Robiquetia Gaudich.
        - × Rodrassia Hort.
        - × Rodrettia Hort.
        - × Rodrettiopsis Hort.
        - × Rodrichilus Hort.
        - × Rodricidium Hort.
        - × Rodridenia Hort.
        - × Rodriglossum Hort.
        - Rodrigoa Braas = Masdevallia Ruiz & Pav.
        - Rodriguezia Ruiz & Pav.
        - Rodrigueziella Kuntze
        - Rodrigueziopsis Schltr.
        - × Rodriopsis Hort.
        - × Rodritonia Hort.
        - Roeperocharis Rchb.f.
        - Roezliella Schltr.
        - Rolfea Zahlbr. = Palmorchis Barb.Rodr.
        - × Rolfeara Hort.
        - Rolfeella Schltr. = Benthamia A.Rich.
        - × Ronnyara Hort.
        - Rophostemon Endl. (SUO) = Nervilia Comm. ex Gaudich.
        - Roptrostemon Blume = Nervilia Comm. ex Gaudich.
        - × Rosakirschara Hort.
        - × Roseara Hort.
        - Rossioglossum (Schltr.) Garay & G.C.Kenn.
        - × Rothara Hort.
        - Rudolfiella Hoehne
        - × Rumrillara Hort.
        - Rusbyella Rolfe ex Rusby
        - Saccidium Lindl. = Holothrix Rich. ex Lindl.
        - Saccochilus Blume = Thrixspermum Lour.
        - Saccoglossum Schltr.
        - Saccolabiopsis J.J.Sm.
        - Saccolabium Blume
        - Sacodon Raf. = Cypripedium L.
        - Sacoila Raf. = Spiranthes Rich.
        - × Sagarikara Hort.
        - Salacistis Rchb.f. = Goodyera R.Br.
        - Salpistele Dressler
        - × Sanderara Hort.
        - Sanderella Kuntze
        - × Sappanara Hort.
        - Sarcanthopsis Garay
        - Sarcanthus Lindl. (SUH) = Cleisostoma Blume
        - Sarcobodium Beer = Bulbophyllum Thouars
        - × Sarcocentrum Hort.
        - Sarcochilus R.Br.
        - Sarcoglossum Beer = Cirrhaea Lindl.
        - Sarcoglottis C.Presl
        - Sarcoglyphis Garay
        - × Sarconopsis Hort.
        - Sarcophyton Garay
        - Sarcopodium Lindl. = Epigeneium Gagnep.
        - Sarcorhynchus Schltr. = Diaphananthe Schltr.
        - Sarcostoma Blume
        - × Sarcothera Hort.
        - × Sarcovanda Hort.
        - × Saridestylis Hort.
        - Sarothrochilus Schltr. = Staurochilus Ridl. ex Pfitzer
        - Sarracenella Luer = Pleurothallis R.Br.
        - × Sartylis Hort.
        - Satorkis Thouars = Coeloglossum Hartm.
        - Satyridium Lindl.
        - Satyrium Sw.
        - × Sauledaara Hort.
        - Saundersia Rchb.f.
        - Sauroglossum Lindl.
        - Sayeria Kraenzl. = Dendrobium Sw.
        - Scaphosepalum Pfitzer
        - Scaphyglottis Poepp. & Endl.
        - Scaredederis Thouars = Dendrobium Sw.
        - Scelochiloides Dodson & M.W.Chase
        - Scelochilus Klotzsch
        - Schaenomorphus Thorel ex Gagnep. = Tropidia Lindl.
        - × Schafferara Hort.
        - Schiedeella Schltr.
        - Schismoceras C.Presl = Dendrobium Sw.
        - Schistotylus Dockrill
        - Schizochilus Sond.
        - Schizodium Lindl.
        - Schizopedium Salisb. = Cypripedium L.
        - Schlechterella Hoehne (SUH) = Rudolfiella Hoehne
        - Schlimmia Planch. & Linden
        - Schoenleinia Klotzsch ex Lindl. (SUH) = Ponthieva R.Br.
        - Schoenorchis Blume
        - × Schombavola Hort.
        - × Schombocatonia Hort.
        - × Schombocattleya Hort.
        - × Schombodiacrium Hort.
        - × Schomboepidendrum Hort.
        - × Schombolaelia Hort.
        - × Schombonia Hort.
        - × Schombonitis Hort.
        - Schomburgkia Lindl.
        - Schwartzkopffia Kraenzl.
        - Scleropterys Scheidw. = Cirrhaea Lindl.
        - Scoliochilus Rchb.f. = Appendicula Blume
        - Scopularia Lindl. = Holothrix Rich. ex Lindl.
        - × Scottara Hort.
        - × Scullyara Hort.
        - Scuticaria Lindl.
        - × Seahexa Hort.
        - Sedirea Garay & H.R.Sweet
        - Seidenfadenia Garay
        - Selenipedium Rchb.f.
        - Semiphajus Gagnep. = Eulophia R.Br. ex Lindl.
        - Sepalosaccus Schltr.
        - Sepalosiphon Schltr.
        - Seraphyta Fisch. & C.A.Mey. = Epidendrum L.
        - Serapias L.
        - Serapiastrum Kuntze = Serapias L.
        - × Serapirhiza E.G.Camus
        - Serrastylis Rolfe = Macradenia R.Br.
        - Sertifera Lindl. & Rchb.f. = Elleanthus C.Presl
        - Sessilibulbum Brieger (SUI) = Scaphyglottis Poepp. & Endl.
        - Sestochilos Breda = Bulbophyllum Thouars
        - × Severinara Hort.
        - × Shigeuraara Hort.
        - × Shipmanara Hort.
        - Siagonanthus Poepp. & Endl. = Maxillaria Ruiz & Pav.
        - × Sidranara Hort.
        - Sieberia Spreng. = Platanthera Rich.
        - Sievekingia Rchb.f.
        - Sigmatochilus Rolfe = Chelonistele Pfitzer
        - Sigmatogyne Pfitzer = Panisea (Lindl.) Lindl.
        - Sigmatostalix Rchb.f.
        - × Silpaprasertara Hort.
        - Silvorchis J.J.Sm.
        - Sinorchis S.C.Chen
        - Sirhookera Kuntze
        - Skeptrostachys Garay = Stenorrhynchos Rich. ex Spreng.
        - × Sladeara Hort.
        - Smallia Nieuwl. (SUS) = Pteroglossaspis Rchb.f.
        - Smithorchis T.Tang & F.T.Wang
        - Smithsonia C.J.Saldanha
        - Smitinandia Holttum
        - × Sobennigraecum Hort.
        - Sobennikoffia Schltr.
        - Sobralia Ruiz & Pav.
        - Sodiroella Schltr. = Stellilabium Schltr.
        - Solenangis Schltr.
        - Solenidiopsis Senghas
        - Solenidium Lindl.
        - Solenocentrum Schltr.
        - × Sophrocattleya Hort.
        - × Sophrolaelia Hort.
        - × Sophrolaeliocattleya Hort.
        - Sophronia Lindl. = Sophronitis Lindl.
        - Sophronitella Schltr.
        - Sophronitis Lindl.
        - Soterosanthus Lehm. ex Jenny
        - Spathiger Small = Epidendrum L.
        - Spathoglottis Blume
        - Specklinia Lindl. = Pleurothallis R.Br.
        - Sphyrarhynchus Mansf.
        - Sphyrastylis Schltr.
        - Spiculaea Lindl.
        - Spiranthes Rich.
        - Spongiola J.J.Wood & A.L.Lamb
        - × Staalara Hort.
        - Stachyanthus Engl. (SUH) = Bulbophyllum Thouars
        - × Stacyara Hort.
        - Stalkya Garay
        - × Stamariaara Hort.
        - × Stanfieldara Hort.
        - × Stangora Hort.
        - × Stanhocycnis Hort.
        - Stanhopea Frost ex Hook.
        - Stanhopeastrum Rchb.f. = Stanhopea Frost ex Hook.
        - Staurites Rchb.f. = Phalaenopsis Blume
        - Staurochilus Ridl. ex Pfitzer
        - Stauroglottis Schauer = Phalaenopsis Blume
        - Stauropsis Rchb.f. = Trichoglottis Blume
        - Steliopsis Brieger = Stelis Sw.
        - Stelis Sw.
        - × Stellamizutaara Hort.
        - Stellilabium Schltr.
        - Stellorchis Thouars (SUO) = Nervilia Comm. ex Gaudich.
        - Stellorkis Thouars = Nervilia Comm. ex Gaudich.
        - Stenia Lindl.
        - Stenocoryne Lindl. = Bifrenaria Lindl.
        - Stenoglossum Kunth = Epidendrum L.
        - Stenoglottis Lindl.
        - Stenopolen Raf. = Stenia Lindl.
        - Stenoptera C.Presl
        - Stenorrhynchos Rich. ex Spreng.
        - Stephanothelys Garay
        - Stereosandra Blume
        - Steveniella Schltr.
        - Stevenorchis Wankow & Kraenzl. = Steveniella Schltr.
        - × Stewartara Hort.
        - Stichorkis Thouars = Liparis Rich.
        - Stictophyllum Dodson & M.W.Chase
        - Stigmatodactylus Maxim. ex Makino = Pantlingia Prain
        - Stigmatosema Garay
        - Stimegas Raf. = Cypripedium L.
        - Stolzia Schltr.
        - Strateuma Raf. (SUH) = Zeuxine Lindl.
        - Strateuma Salisb. = Orchis L.
        - Sturmia Rchb.f. (SUH) = Liparis Rich.
        - Styloglossum Breda = Calanthe Ker Gawl.
        - Suarezia Dodson
        - Sulpitia Raf. = Encyclia Hook.
        - Summerhayesia P.J.Cribb
        - Sunipia Buch.-Ham. ex Lindl.
        - × Sutingara Hort.
        - Sutrina Lindl.
        - Svenkoeltzia Burns-Bal. = Stenorrhynchos Rich. ex Spreng.
        - Sylvalismis Thouars = Calanthe Ker Gawl.
        - Symphyglossum Schltr.
        - Symphyosepalum Hand.-Mazz.
        - Synadena Raf. = Phalaenopsis Blume
        - Synanthes Burns-Bal., H.Rob. & M.S.Foster
        - Synassa Lindl. = Sauroglossum Lindl.
        - Synoplectris Raf. = Sarcoglottis C.Presl
        - Synptera Llanos = Trichoglottis Blume
        - Systeloglossum Schltr.
        - Taeniophyllum Blume
        - Taeniorrhiza Summerh.
        - Tainia Blume
        - Tainiopsis Schltr. = Eriodes Rolfe
        - Talpinaria H.Karst. = Pleurothallis R.Br.
        - Tangtsinia S.C.Chen = Cephalanthera Rich.
        - Tankervillia Link = Phaius Lour.
        - Tapeinoglossum Schltr.
        - Taurostalix Rchb.f. = Bulbophyllum Thouars
        - Telipogon Kunth
        - × Teohara Hort.
        - Tetragamestus Rchb.f.
        - × Tetrakeria Hort.
        - × Tetraliopsis Hort.
        - Tetramicra Lindl.
        - Tetrapeltis Lindl. = Otochilus Lindl.
        - × Tetratonia Hort.
        - Teuscheria Garay
        - Thaia Seidenf.
        - Thecopus Seidenf.
        - Thecostele Rchb.f.
        - Thelasis Blume
        - Thelychiton Endl. = Dendrobium Sw.
        - Thelymitra J.R.Forst. & G.Forst.
        - Thelyschista Garay
        - Theodorea Barb.Rodr. = Rodrigueziella Kuntze
        - × Thesaera Hort.
        - Thicuania Raf. = Dendrobium Sw.
        - Thiebautia Colla = Bletia Ruiz & Pav.
        - Thorvaldsenia Liebm. = Chysis Lindl.
        - Thrixspermum Lour.
        - Thulinia P.J.Cribb
        - Thunia Rchb.f.
        - Thylacis Gagnep. = Thrixspermum Lour.
        - Thysanochilus Falc. = Eulophia R.Br. ex Lindl.
        - Thysanoglossa Porto
        - Ticoglossum Lucas Rodr. ex Halb.
        - Tinea Biv. = Neotinea Rchb.f.
        - Tipularia Nutt.
        - Titania Endl. = Oberonia Lindl.
        - Todaroa A.Rich. & Galeotti (SUH) = Campylocentrum Benth.
        - Tolumnia Raf. = Oncidium Sw.
        - Tomotris Raf. = Corymborkis Thouars
        - Townsonia Cheeseman
        - Trachelosiphon Schltr. = Eurystyles Wawra
        - Trachoma Garay
        - Trachyrhizum (Schltr.) Brieger = Dendrobium Sw.
        - Traunsteinera Rchb.
        - × Trautara Hort.
        - × Trevorara Hort.
        - Trevoria F.Lehm.
        - Triaristella Brieger = Trisetella Luer
        - Triaristellina Rauschert = Trisetella Luer
        - Trias Lindl.
        - Tribrachia Lindl. = Bulbophyllum Thouars
        - Triceratorhynchus Summerh.
        - Trichocentrum Poepp. & Endl.
        - Trichoceros Kunth
        - × Trichocidium Hort.
        - Trichoglottis Blume
        - × Trichonopsis Hort.
        - Trichopilia Lindl.
        - × Trichopsis Hort.
        - Trichosalpinx Luer
        - Trichosia Blume = Eria Lindl.
        - Trichosma Lindl. = Eria Lindl.
        - × Trichostylois Hort.
        - Trichotosia Blume
        - × Trichovanda Hort.
        - Tricochilus Ames = Dipodium R.Br.
        - Tridactyle Schltr.
        - Trigonanthe (Schltr.) Brieger (SUI) = Dryadella Luer
        - Trigonidium Lindl.
        - Triorchis Agosti = Spiranthes Rich.
        - Triorchos Small & Nash = Pteroglossaspis Rchb.f.
        - Triphora Nutt.
        - Tripleura Lindl. = Zeuxine Lindl.
        - Triplorhiza Ehrh. = Pseudorchis Seg.
        - Trisetella Luer
        - Tritelandra Raf. = Epidendrum L.
        - Trizeuxis Lindl.
        - Trophianthus Scheidw. = Aspasia Lindl.
        - Tropidia Lindl.
        - Tropilis Raf. = Dendrobium Sw.
        - Trudelia Garay
        - Tryphia Lindl. = Holothrix Rich. ex Lindl.
        - Tsaiorchis T.Tang & F.T.Wang
        - × Tubaecum Hort.
        - Tuberolabium Yamam.
        - Tubilabium J.J.Sm.
        - × Tuckerara Hort.
        - Tulexis Raf. = Brassavola R.Br.
        - Tulotis Raf. = Platanthera Rich.
        - Tussaca Raf. = Goodyera R.Br.
        - Tussacia Raf. ex Desv. (SUH) = Spiranthes Rich.
        - Tylochilus Nees = Cyrtopodium R.Br.
        - Tylostigma Schltr.
        - Tylostylis Blume = Eria Lindl.
        - Ulantha Hook. = Chloraea Lindl.
        - Uleiorchis Hoehne
        - Uncifera Lindl.
        - Uropedium Lindl. = Phragmipedium Rolfe
        - Urostachya (Lindl.) Brieger = Pinalia Lindl.
        - × Vanalstyneara Hort.
        - × Vancampe Hort.
        - Vanda Jones ex R.Br.
        - × Vandachnis Hort.
        - × Vandaenopsis Hort.
        - × Vandaeranthes Hort.
        - × Vandewegheara Hort.
        - × Vandofinetia Hort.
        - × Vandofinides Hort.
        - × Vandopsides Hort.
        - Vandopsis Pfitzer
        - × Vandoritis Hort.
        - × Vanglossum Hort.
        - Vanilla Mill.
        - Vargasiella C.Schweinf.
        - × Vascostylis Hort.
        - Vasqueziella Dodson
        - × Vaughnara Hort.
        - Ventricularia Garay
        - Vexillabium F.Maek.
        - Vieillardorchis Kraenzl. = Goodyera R.Br.
        - Vonroemeria J.J.Sm. = Octarrhena Thwaites
        - Vrydagzynea Blume
        - × Vuylstekeara Hort.
        - Wailesia Lindl. = Dipodium R.Br.
        - Waluewa Regel = Leochilus Knowles & Westc.
        - Warmingia Rchb.f.
        - × Warneara Hort.
        - Warrea Lindl.
        - Warreella Schltr.
        - Warreopsis Garay
        - Warscewiczella Rchb.f. = Chondrorhyncha Lindl.
        - × Westara Hort.
        - × Wilburchangara Hort.
        - × Wilkinsara Hort.
        - × Wilsonara Hort.
        - × Wingfieldara Hort.
        - × Withnerara Hort.
        - × Wooara Hort.
        - Wullschlaegelia Rchb.f.
        - Xaritonia Raf. = Oncidium Sw.
        - Xeilyathum Raf. = Oncidium Sw.
        - Xenikophyton Garay
        - Xerorchis Schltr.
        - Xiphizusa Rchb.f. = Bulbophyllum Thouars
        - Xiphophyllum Ehrh. = Cephalanthera Rich.
        - Xiphosium Griff. = Cryptochilus Wall.
        - Xylobium Lindl.
        - × Yahiroara Hort.
        - × Yamadara Hort.
        - × Yapara Hort.
        - Yoania Maxim.
        - Yolanda Hoehne = Brachionidium Lindl.
        - × Yoneoara Hort.
        - Ypsilopus Summerh.
        - × Yusofara Hort.
        - Zetagyne Ridl.
        - Zeuxine Lindl.
        - Zoophora Bernh. = Orchis L.
        - Zootrophion Luer
        - Zosterostylis Blume = Cryptostylis R.Br.
        - × Zygobatemannia Hort.
        - × Zygocaste Hort.
        - × Zygocella Hort.
        - × Zygocolax Hort.
        - Zygoglossum Reinw. = Bulbophyllum Thouars
        - × Zygolum Hort.
        - × Zygonisia Hort.
        - Zygopetalum Hook.
        - × Zygorhyncha Hort.
        - Zygosepalum Rchb.f.
        - Zygostates Lindl.
        - × Zygostylis Hort.

      - Boryaceae
        - Alania
        - Borya

      - Blandfordiaceae
        - Blandfordia Sm.

      - Lanariaceae
        - Lanaria Aiton 
          - Lanaria plumosa

      - Asteliaceae
        - Astelia Banks & Sol. ex R.Br.
        - Collospermum Skottsb.
        - Milligania Hook.f.
        - Neoastelia J.B.Williams

      - Hypoxidaceae
        - Curculigo Gaertn.
        - Empodium Salisb.
        - Hypoxidia Friedmann
        - Hypoxis L.
        - Ianthe Salisb. = Hypoxis L.
        - Molineria Colla
        - Pauridia Harv.
        - Rhodohypoxis Nel
        - Saniella Hilliard & B.L.Burtt
        - Spiloxene Salisb.

      - Ixioliriaceae
        - Ixiolirion Herb.

      - Tecophilaeaceae
        - Androsyne Salisb. = Walleria J.Kirk
        - Conanthera Ruiz & Pav.
        - Cumingia Kunth(SUI) = Conanthera Ruiz & Pav.
        - Cummingia D.Don = Conanthera Ruiz & Pav.
        - Cyanastrum Oliv.
        - Cyanella Royen ex L.
        - Dicolus Phil. = Zephyra D.Don
        - Distrepta Miers = Tecophilaea Bertero ex Colla
        - Odontostemum Baker = Odontostomum Torr.
        - Odontostomum Torr.
        - Pharetrella Salisb. = Cyanella Royen ex L.
        - Phyganthus Poepp. & Endl. = Tecophilaea Bertero ex Colla
        - Poeppigia Kunze ex Rchb.(SUH) = Tecophilaea Bertero ex Colla
        - Schoenlandia Cornu = Cyanastrum Oliv.
        - Tecophilaea Bertero ex Colla
        - Trigella Salisb. = Cyanella Royen ex L.
        - Walleria J.Kirk
        - Zephyra D.Don

      - Doryanthaceae
        - Doryanthes Correa

      - Iridaceae
        - Acidanthera Hochst. = Gladiolus L.
        - Ainea Ravenna
        - Alophia Herb.
        - Anaclanthe N.E.Br. = Antholyza L.
        - Anapalina N.E.Br.
        - Anomalesia N.E.Br. = Gladiolus L.
        - Anomalostylus R.C.Foster = Trimezia Salisb. ex Herb.
        - Anomatheca Ker Gawl.
        - Antholyza L.
        - Aristea Sol. ex Aiton
        - Babiana Ker Gawl. ex Sims
        - Barnardiella Goldblatt
        - Beatonia Herb. = Tigridia Juss.
        - Belamcanda Adans.
        - Bobartia L.
        - Calydorea Herb.
        - Cardenanthus R.C.Foster
        - Cardiostigma Baker = Calydorea Herb.
        - Catila Ravenna = Calydorea Herb.
        - Chamelum Phil. = Olsynium Raf.
        - Chasmanthe N.E.Br.
        - Chasmatocallis R.C.Foster = Lapeirousia Pourr.
        - Chlamydostylus Baker = Nemastylis Nutt.
        - Cipura Aubl.
        - Cleanthe Salisb. = Aristea Sol. ex Aiton
        - Cobana Ravenna
        - Crociris Schur = Crocus L.
        - Crocosmia Planch.
        - Crocus L.
        - Cryptobasis Nevski = Iris L.
        - Curtonus N.E.Br. = Crocosmia Planch.
        - Cypella Herb.
        - Devia Goldblatt & J.C.Manning
        - Dichone Salisb. = Ixia L.
        - Dierama K.Koch
        - Dietes Salisb. ex Klatt
        - Diplarrena Labill. (SUO) = Diplarrhena Labill.
        - Diplarrhena Labill.
        - Dortania A.Chev. = Gladiolus L.
        - Duthiastrum M.P.de Vos
        - Duthiella M.P.de Vos (SUH) = Duthiastrum M.P.de Vos
        - Eleutherine Herb.
        - Engysiphon G.J.Lewis = Geissorhiza Ker Gawl.
        - Ennealophus N.E.Br.
        - Eurynotia R.C.Foster
        - Eustylis Engelm. & A.Gray = Alophia Herb.
        - Exohebea R.C.Foster = Tritoniopsis L.Bolus
        - Ferraria Burm. ex Mill.
        - Fosteria Molseed
        - Freesia Eckl. ex Klatt
        - Galaxia Thunb.
        - Geissorhiza Ker Gawl.
        - Gelasine Herb.
        - Geosiris Baill.
        - × Gladanthera J.M.Wright = Gladiolus L.
        - Gladiolus L.
        - Gynandriris Parl.
        - Hebea (Pers.) R.Hedw. = Gladiolus L.
        - Hebea L.Bolus (SUH) = Tritoniopsis L.Bolus
        - Helixyra Salisb. ex N.E.Br. = Gynandriris Parl.
        - Herbertia Sweet
        - Hermodactylus Mill.
        - Hesperantha Ker Gawl.
        - Hesperoxiphion Baker
        - Hewardia Hook.f. (SUH) = Isophysis T.Moore
        - Hexaglottis Vent.
        - Homeria Vent.
        - Homoglossum Salisb. = Gladiolus L.
        - Hydrotaenia Lindl. = Tigridia Juss.
        - Iridodictyum Rodion. = Iris L.
        - Iris L.
        - Isophysis T.Moore
        - Itysa Ravenna = Calydorea Herb.
        - Ixia L.
        - Juno Tratt. = Iris L.
        - Junopsis Wern.Schulze = Iris L.
        - Keitia Regel = Eleutherine Herb.
        - Kelissa Ravenna
        - Kentrosiphon N.E.Br. = Gladiolus L.
        - Klattia Baker
        - Lapeirousia Pourr.
        - Larentia Klatt
        - Lethia Ravenna
        - Libertia Spreng.
        - Marica Ker Gawl. (SUH) = Neomarica Sprague
        - Mastigostyla I.M.Johnst.
        - Melasphaerula Ker Gawl.
        - Micranthus (Pers.) Eckl.
        - Montbretia DC. = Tritonia Ker Gawl.
        - Montbretiopsis L.Bolus = Tritonia Ker Gawl.
        - Moraea Mill.
        - Nemastylis Nutt.
        - Neomarica Sprague
        - Nivenia Vent.
        - Oenostachys Bullock = Gladiolus L.
        - Olsynium Raf.
        - Ona Ravenna = Olsynium Raf.
        - Onira Ravenna
        - Orthrosanthus Sweet
        - Pardanthopsis (Hance) Lenz
        - Patersonia R.Br.
        - Petamenes Salisb. ex J.W.Loudon = Gladiolus L.
        - Phaiophleps Raf. = Olsynium Raf.
        - Phalocallis Herb.
        - Pillansia L.Bolus
        - Pseudotrimezia R.C.Foster
        - Radinosiphon N.E.Br.
        - Rheome Goldblatt
        - Rigidella Lindl.
        - Roggeveldia Goldblatt
        - Romulea Maratti
        - Salpingostylis Small = Calydorea Herb.
        - Savannosiphon Goldblatt & Marais
        - Schizostylis Backh. & Harv.
        - Sessilanthera Molseed & Cruden
        - Sessilistigma Goldblatt
        - Siphonostylis Wern.Schulze = Iris L.
        - Sisyrinchium L.
        - Solenomelus Miers
        - Sparaxis Ker Gawl.
        - Sphenostigma Baker
        - Streptanthera Sweet = Sparaxis Ker Gawl.
        - Sympa Ravenna
        - Symphyostemon Miers ex Klatt (SUH) = Olsynium Raf.
        - Synnotia Sweet = Sparaxis Ker Gawl.
        - Syringodea Hook.f.
        - Tanaosolen N.E.Br. = Tritoniopsis L.Bolus
        - Tapeinia Comm. ex Juss.
        - Thereianthus G.J.Lewis
        - Tigridia Juss.
        - Trichonema Ker Gawl. = Romulea Maratti
        - Trifurcia Herb. = Herbertia Sweet
        - Trimezia Salisb. ex Herb.
        - Tritonia Ker Gawl.
        - Tritoniopsis L.Bolus
        - Tucma Ravenna = Ennealophus N.E.Br.
        - Watsonia Mill.
        - Witsenia Thunb.
        - Xiphium Mill. = Iris L.
        - Zygella S.Moore = Cypella Herb.
        - Zygotritonia Mildbr.

      - Xeronemaceae
        - 1 solo género

      - Hemerocallidaceae
        - Agrostocrinum F. Mueller
        - Arnocrinum Endlicher & Lehmann
        - Corynotheca Bentham
        - Dianella Lamarck
        - Eccremis Baker
        - Excremis Willd. = Eccremis Baker
        - Geitonoplesium R. Brown
        - Hemerocallis L.
        - Hensmania W. Fitzgerald
        - Herpolirion Hook. f.
        - Hodgsoniola F. Mueller
        - Johnsonia R. Brown
        - Pasithea D. Don
        - Phormium J. R. Forst. & G. Forst.
        - Rhuacophila Blume
        - Stypandra R. Br.
        - Simethis Kunth
        - Stawellia F. Mueller
        - Thelionema R. J. F. Hend.
        - Tricoryne R. Brown
        - Xeronema Brongn. & Gris

      - Xanthorrhoeaceae
        - Xanthorrhoea Smith

      - Asphodelaceae
        - Aloë L.
        - Apicra Haworth = Astroloba Uitewaal
        - Apicra Willd. = Haworthia Duval
        - Astroloba Uitewaal
        - Asphodeline Reichenbach
        - Asphodelus L.
        - Bulbine Wolf
        - Bulbinella Kunth
        - Busipho Salisb. = Aloë L.
        - Catevala Medicus = Haworthia Duval
        - Chamaloë A. Berger = Aloë L.
        - Chortolirion A. Berger
        - Eremurus M.Bieb.
        - XGasteraloë Guillaumin = XGastrolea Walker
        - ×Gasterohaworthia Guillaumin = ×asteria X Haworthia
        - ×asterolirion Walther = ×asteria X Chortolirion
        - ×Gastrolea Walker = ×loë X Gasteria
        - Gasterhaworthia
        - Gasteria Duval
        - Glyphosperma S.Watson = Asphodelus L.
        - Haworthia Duval
        - Jodrellia Baijnath
        - Kniphofia Moench
        - Kumara Medicus = Aloë L.
        - Leptaloë Stapf = Aloë L.
        - Lomatophyllum Willd.
        - Pachidendron Haworth = Aloë L.
        - Poellnitzia Uitewaal
        - Ptyas Salisb. = Aloë L.
        - Rhipidodendron Willd. = Aloë L.
        - Trachyandra Kunth

      - Agapanthaceae
        - Agapanthus

      - Alliaceae
        - Allium L.
        - Ancrumia Harv. ex Baker
        - Beauverdia Herter = Leucocoryne Lindl.
        - Behria Greene = Bessera Schult.
        - Brevoortia A.W.Wood = Dichelostemma Kunth
        - Caloscordum Herb.
        - Chrysocoryne Zoellner (SUH) = Leucocoryne Lindl.
        - Dipterostemon Rydb. = Dichelostemma Kunth
        - Erinna Phil.
        - Garaventia Looser
        - Gethyum Phil.
        - Gilliesia Lindl.
        - Ipheion Raf.
        - Latace Phil.
        - Leucocoryne Lindl.
        - Miersia Lindl.
        - Milula Prain
        - Muilla S.Watson ex Benth.
        - Nectaroscordum Lindl.
        - Nothoscordum Kunth
        - Pabellonia Quezada & Martic. = Leucocoryne Lindl.
        - Solaria Phil.
        - Speea Loes.
        - Steinmannia Phil. (SUH) = Garaventia Looser
        - Stemmatium Phil. = Leucocoryne Lindl.
        - Stropholirion Torr. = Dichelostemma Kunth
        - Trichlora Baker
        - Tristagma Poepp.
        - Tulbaghia L.

      - Amaryllidaceae
        - × Amarcrinum Coutts
        - × Amarine Sealy
        - Amaryllis L.
        - Ammocharis Herb.
        - Anax Ravenna = Stenomesson Herb.
        - Anoiganthus Baker = Cyrtanthus Aiton
        - Apodolirion Baker
        - Bokkeveldia D.Mull.-Doblies & U.Mull.-Doblies
        - Boophone Herb.
        - Braxireon Raf.
        - Brunsvigia Heist.
        - × Calicharis Meerow
        - Caliphruria Herb.
        - Callipsyche Herb. = Eucrosia Ker Gawl.
        - Callithauma Herb. = Stenomesson Herb.
        - Calostemma R.Br.
        - Carpolyza Salisb.
        - Castellanoa Traub
        - Chapmanolirion Dinter
        - Chlidanthus Herb.
        - Choananthus Rendle = Scadoxus Raf.
        - Clivia Lindl.
        - Collania Schult. & Schult.f. = Urceolina Rchb.
        - Cooperia Herb. = Zephyranthes Herb.
        - × Crindonna Ragion. (SUI) = × Amarcrinum Coutts
        - × Crinodonna Stapf (SUI) = × Amarcrinum Coutts
        - Crinum L.
        - Crocopsis Pax = Stenomesson Herb.
        - Cryptostephanus Welw. ex Baker
        - Cybistetes Milne-Redh. & Schweick.
        - Cyrtanthus Aiton
        - Elisena Herb.
        - Eucharis Planch. & Linden
        - Eucrosia Ker Gawl.
        - Eurycles Salisb. ex Schult. & Schult.f. (SUS) = Proiphys Herb.
        - Eustephia Cav.
        - Eustephiopsis R.E.Fr. = Hieronymiella Pax
        - Famatina Ravenna
        - Galanthus L.
        - Gemmaria Salisb.
        - Gethyllis L.
        - Griffinia Ker Gawl.
        - Habranthus Herb.
        - Haemanthus L.
        - Hannonia Braun-Blanq. & Maire
        - Haylockia Herb.
        - Hessea Herb.
        - Hieronymiella Pax
        - Hippeastrum Herb.
        - Hyline Herb.
        - Hymenocallis Salisb.
        - Ismene Salisb. ex Herb.
        - Kamiesbergia Snijman
        - Klingia Schonl. = Gethyllis L.
        - Lapiedra Lag.
        - Leptochiton Sealy
        - Leucojum L.
        - Lycoris Herb.
        - Mathieua Klotzsch
        - Mizonia A.Chev. = Pancratium L.
        - Moldenkea Traub = Hippeastrum Herb.
        - Namaquanula D.Müll.-Doblies & U.Müll.-Doblies
        - Narcissus L.
        - Neostricklandia Rauschert = Phaedranassa Herb.
        - Nerine Herb.
        - Pamianthe Stapf
        - Pancratium L.
        - Paramongaia Velarde
        - Phaedranassa Herb.
        - Phycella Lindl. = Hippeastrum Herb.
        - Placea Miers
        - Plagiolirion Baker
        - Proiphys Herb.
        - Pseudostenomesson Velarde
        - Pseudourceolina Vargas = Urceolina Rchb.
        - Pyrolirion Herb.
        - Rauhia Traub
        - Rhodolirion Dalla Torre & Harms (SUO) = Rhodophiala C.Presl
        - Rhodolirium Phil. = Rhodophiala C.Presl
        - Rhodophiala C.Presl
        - Scadoxus Raf.
        - Sprekelia Heist.
        - Stenomesson Herb.
        - Sternbergia Waldst. & Kit.
        - Stricklandia Baker (SUH) = Phaedranassa Herb.
        - Strumaria Jacq. ex Willd.
        - Tapeinanthus Herb. (SUH) = Braxireon Raf.
        - Tedingea D.Müll.-Doblies & U.Müll.-Doblies
        - Traubia Moldenke
        - Ungernia Bunge
        - × Urceocharis Mast.
        - Urceolina Rchb.
        - Vagaria Herb.
        - Vallota Salisb. ex Herb. = Cyrtanthus Aiton
        - Worsleya (Traub) Traub = Hippeastrum Herb.
        - Zephyranthella (Pax) Pax = Habranthus Herb.
        - Zephyranthes Herb.

      - Aphyllanthaceae
        - Aphyllanthes L. 
          - Aphyllanthes monspeliensis L.

      - Themidaceae
        - Androstephium Torr.
        - Bessera Schult.
        - Bloomeria Kellogg
        - Brodiaea Sm.
        - Dandya H.E.Moore
        - Dichelostemma Kunth
        - Milla Cav.
        - Petronymphe H.E.Moore
        - Triteleia Douglas ex Lindl.
        - Triteleiopsis Hoover

      - Hyacinthaceae
        - Albuca L.
        - Alrawia (Wendelbo) K.Perss. & Wendelbo
        - Amphisiphon W.F.Barker
        - Androsiphon Schltr.
        - Battandiera Maire = Ornithogalum L.
        - Bellevalia Lapeyr.
        - Botryanthus Kunth = Muscari Mill.
        - Bowiea Harv. ex Hook.f.
        - Brachyscypha Baker = Lachenalia J.Jacq. ex Murray
        - Brimeura Salisb.
        - Camassia Lindl.
        - Chionodoxa Boiss.
        - × Chionoscilla J.Allen ex G.Nicholson
        - Chlorogalum (Lindl.) Kunth
        - Daubenya Lindl.
        - Dipcadi Medik.
        - Drimia Jacq. ex Willd.
        - Drimiopsis Lindl. & Paxton
        - Elsiea F.M.Leight. = Ornithogalum L.
        - Endymion Dumort. = Hyacinthoides Heist. ex Fabr.
        - Eucomis L'Hér.
        - Fortunatia J.F.Macbr.
        - Galtonia Decne.
        - Hastingsia S.Watson
        - Hesperocallis A.Gray
        - Hyacinthella Schur
        - Hyacinthoides Heist. ex Fabr.
        - Hyacinthus L.
        - Lachenalia J.Jacq. ex Murray
        - Ledebouria Roth
        - Leopoldia Parl.
        - Litanthus Harv.
        - Massonia Thunb. ex L.f.
        - Muscari Mill.
        - Muscarimia Kostel.
        - Neobakeria Schltr. = Massonia Thunb. ex L.f.
        - Neopatersonia Schonl.
        - Ornithogalum L.
        - Polyxena Kunth
        - Pseudogaltonia (Kuntze) Engl.
        - Pseudomuscari Garbari & Greuter
        - Puschkinia Adams
        - Resnova Van der Merwe = Drimiopsis Lindl. & Paxton
        - Rhadamanthus Salisb.
        - Rhodocodon Baker
        - Schizobasis Baker
        - Schizocarphus Van der Merwe = Scilla L.
        - Schoenolirion Torr. ex Durand
        - Scilla L.
        - Strangweja Bertol. = Bellevalia Lapeyr.
        - Sypharissa Salisb.
        - Thuranthos C.H.Wright
        - Urginea Steinh.
        - Urgineopsis Compton = Urginea Steinh.
        - Veltheimia Gled.
        - Whiteheadia Harv.

      - Agavaceae
        - Agave
        - Beschornea
        - Camassia
        - Funkia
        - Furcraea
        - Hesperaloe
        - Hesperocallis
        - Hosta
        - Manfreda
        - Polianthes
        - Yucca
        - Quizás más géneros

      - El género Behnia
      - El género Herreria, Herreriopsis
      - El género Anthericum etc
      - Laxmanniaceae
        - Acanthocarpus Lehmann
        - Arthropodium R.Br.
        - Bartlingia F.Muell. = Laxmannia R.Br.
        - Bottinaea Colla = Trichopetalum Lindley
        - Chamaexeros Bentham
        - Chamaescilla Bentham
        - Cohnia Kunth = Cordyline Comm. ex R.Br.
        - Cordyline R.Br.
        - Dichopogon Kunth = Arthropodium R.Br.
        - Eustrephus R.Br.
        - Laxmannia R.Br.
        - Lomandra Labill.
        - Murchisonia Brittan
        - Romnalda P.F.Stevens
        - Stypandra R.Br.
        - Sowerbaea Smith
        - Thysanotus R.Br.
        - Trichopetalum Lindl.
        - Xerolirion A.S.George
        - Xerotes R.Br. = Lomandra Labill.

      - Asparagaceae
        - Asparagus
        - Hemiphylacus S.Watson

      - Ruscaceae
        - Géneros no listados

## Dasypogonaceae
- Monocotyledoneae ou Liliopsida (seria colocada na categoria de classe)
  - Commelinidae (seria colocada na categoria de subclase)
    - (sem nome)
      - Dasypogonaceae
        - Baxteria
        - Calectasia R.Br.
        - Dasypogon R.Br.
        - Kingia R.Br.

## Arecales
- Monocotyledoneae ou Liliopsida (seria colocada na categoria de classe)
  - Commelinidae (seria colocada na categoria de subclasse)
    - Arecales
      - Arecaceae
        - Acanthococos Barb.Rodr. = Acrocomia Mart.
        - Acanthophoenix H.Wendl.
        - Acanthorrhiza H.Wendl. = Cryosophila Blume
        - Acanthosabal Prosch. = Acoelorrhaphe H.Wendl.
        - Acoelorrhaphe H.Wendl.
        - Acrista O.F.Cook = Prestoea Hook.f.
        - Acrocomia Mart.
        - Acrostigma O.F.Cook & Doyle = Catoblastus H.Wendl.
        - Actinokentia Dammer
        - Actinophloeus (Becc.) Becc. = Ptychosperma Labill.
        - Actinorhytis H.Wendl. & Drude
        - Adelodypsis Becc. = Dypsis Noronha ex Mart.
        - Adelonenga Hook.f. = Hydriastele H.Wendl. & Drude
        - Adonidia Becc. = Veitchia H.Wendl.
        - Aeria O.F.Cook = Gaussia H.Wendl.
        - Aiphanes Willd.
        - Alfonsia Kunth = Elaeis Jacq.
        - Allagoptera Nees
        - Alloschmidia H.E.Moore
        - Alsmithia H.E.Moore
        - Ammandra O.F.Cook
        - Amylocarpus Barb.Rodr. = Bactris Jacq.
        - Ancistrophyllum (G.Mann & H.Wendl.) H.Wendl. = Laccosperma (G.Mann & H.Wendl.) Drude
        - Anothea O.F.Cook = Chamaedorea Willd.
        - Antia O.F.Cook = Coccothrinax Sarg.
        - Antongilia Jum. = Neodypsis Baill.
        - Aphandra Barfod
        - Arausiaca Blume = Orania Zipp.
        - Archontophoenix H.Wendl. & Drude
        - Areca L.
        - Arecastrum (Drude) Becc. = Syagrus Mart.
        - Arenga Labill.
        - Arikury Becc. = Syagrus Mart.
        - Arikuryroba Barb.Rodr. = Syagrus Mart.
        - Aristeyera H.E.Moore = Asterogyne H.Wendl.
        - Arrudaria Macedo = Copernicia Mart. ex Endl.
        - Asraoa J.Joseph = Wallichia Roxb.
        - Asterogyne H.Wendl.
        - Astrocaryum G.Mey.
        - Atitara O.F.Cook = Desmoncus Mart.
        - × Attabignya Balick, A.B.Anderson & Med.-Costa
        - Attalea Kunth
        - Augustinea Mart. = Bactris Jacq.
        - Avoira Giseke = Astrocaryum G.Mey.
        - Bactris Jacq.
        - Bacularia F.Muell. ex Hook.f. = Linospadix H.Wendl.
        - Balaka Becc.
        - Barbosa Becc. = Syagrus Mart.
        - Barcella (Trail) Trail ex Drude
        - Barkerwebbia Becc. = Heterospathe Scheff.
        - Basselinia Vieill.
        - Beata O.F.Cook = Coccothrinax Sarg.
        - Beccariophoenix Jum. & H.Perrier
        - Beethovenia Engel = Ceroxylon Bonpl. ex DC.
        - Bejaudia Gagnep. = Myrialepis Becc.
        - Bentinckia Berry ex Roxb.
        - Bentinckiopsis Becc. = Clinostigma H.Wendl.
        - Bismarckia Hildebrandt & H.Wendl.
        - Bisnicholsonia Kuntze = Neonicholsonia Dammer
        - Blancoa Blume (SUH) = Arenga Labill.
        - Borassodendron Becc.
        - Borassus L.
        - Brahea Mart. ex Endl.
        - Brassiophoenix Burret
        - Brongniartikentia Becc.
        - Burretiokentia Pic.Serm.
        - Butia (Becc.) Becc.
        - Calamosagus Griff. = Korthalsia Blume
        - Calamus L.
        - Calappa Steck = Cocos L.
        - Calospatha Becc.
        - Calyptrocalyx Blume
        - Calyptrogyne H.Wendl.
        - Calyptronoma Griseb.
        - Campecarpus H.Wendl. ex Becc.
        - Carpentaria Becc.
        - Carpoxylon H.Wendl. & Drude
        - Caryota L.
        - Catis O.F.Cook = Euterpe Mart.
        - Catoblastus H.Wendl.
        - Catostigma O.F.Cook & Doyle = Catoblastus H.Wendl.
        - Ceratolobus Blume
        - Ceroxylon Bonpl. ex DC.
        - Chamaedorea Willd.
        - Chamaephoenix H.Wendl. ex Curtiss = Pseudophoenix H.Wendl. ex Sarg.
        - Chamaeriphe Steck = Chamaerops L.
        - Chamaeriphes Ponted. ex Gaertn. = Chamaerops L.
        - Chamaerops L.
        - Chambeyronia Vieill.
        - Chelyocarpus Dammer
        - Chrysalidocarpus H.Wendl.
        - Chrysallidosperma H.E.Moore = Syagrus Mart.
        - Chuniophoenix Burret
        - Cladandra O.F.Cook = Chamaedorea Willd.
        - Cladosperma Griff. = Pinanga Blume
        - Cleophora Gaertn. = Latania Comm. ex Juss.
        - Clinosperma Becc.
        - Clinostigma H.Wendl.
        - Clinostigmopsis Becc. = Clinostigma H.Wendl.
        - Coccothrinax Sarg.
        - Coccus Mill. = Cocos L.
        - Cocops O.F.Cook = Calyptronoma Griseb.
        - Cocos L.
        - Codda-Pana Adans. = Corypha L.
        - Coelococcus H.Wendl. = Metroxylon Rottb.
        - Coleospadix Becc. = Drymophloeus Zipp.
        - Collinia (Liebm.) Liebm. ex Oerst. = Chamaedorea Willd.
        - Colpothrinax Griseb. & H.Wendl.
        - Copernicia Mart. ex Endl.
        - Cornera Furtado = Calamus L.
        - Corozo Jacq. ex Giseke = Elaeis Jacq.
        - Corypha L.
        - Coryphomia Rojas Acosta = Copernicia Mart. ex Endl.
        - Cryosophila Blume
        - Cuatrecasea Dugand = Iriartella H.Wendl.
        - Cucifera Delile = Hyphaene Gaertn.
        - Curima O.F.Cook = Aiphanes Willd.
        - Cyclospathe O.F.Cook = Pseudophoenix H.Wendl. ex Sarg.
        - Cyphokentia Brongn.
        - Cyphophoenix H.Wendl. ex Hook.f.
        - Cyphosperma H.Wendl. ex Hook.f.
        - Cyrtostachys Blume
        - Dachel Adans. = Phoenix L.
        - Daemonorops Blume
        - Dahlgrenia Steyerm. = Dictyocaryum H.Wendl.
        - Dammera Lauterb. & K.Schum. = Licuala Thunb.
        - Dasystachys Oerst. = Chamaedorea Willd.
        - Deckenia H.Wendl. ex Seem.
        - Deckeria H.Karst. = Iriartea Ruiz & Pav.
        - Denea O.F.Cook = Howea Becc.
        - Desmoncus Mart.
        - Dicrosperma H.Wendl. & Drude ex W.Watson = Dictyosperma H.Wendl. & Drude
        - Dictyocaryum H.Wendl.
        - Dictyosperma H.Wendl. & Drude
        - Didymosperma H.Wendl. & Drude ex Hook.f. = Arenga Labill.
        - Diglossophyllum H.Wendl. ex Salomon = Serenoa Hook.f.
        - Diodosperma H.Wendl. = Trithrinax Mart.
        - Diplothemium Mart. = Allagoptera Nees
        - Discoma O.F.Cook = Chamaedorea Willd.
        - Docanthe O.F.Cook (SUI) = Chamaedorea Willd.
        - Dolichokentia Becc. = Cyphokentia Brongn.
        - Doma Poir. = Hyphaene Gaertn.
        - Douma Poir. = Hyphaene Gaertn.
        - Drymophloeus Zipp.
        - Dypsidium Baill. = Neophloga Baill.
        - Dypsis Noronha ex Mart.
        - Elaeis Jacq.
        - Eleiodoxa (Becc.) Burret
        - Elephantusia Willd. = Phytelephas Ruiz & Pav.
        - Eleutheropetalum H.Wendl. = Chamaedorea Willd.
        - Englerophoenix Kuntze = Maximiliana Mart.
        - Eora O.F.Cook = Rhopalostylis H.Wendl. & Drude
        - Eremospatha (G.Mann & H.Wendl.) H.Wendl.
        - Erythea S.Watson = Brahea Mart. ex Endl.
        - Eucheila O.F.Cook (SUI) = Chamaedorea Willd.
        - Eugeissona Griff.
        - Eupritchardia Kuntze = Pritchardia Seem. & H.Wendl.
        - Euterpe Mart.
        - Exorrhiza Becc. = Clinostigma H.Wendl.
        - Fulchironia Lesch. = Phoenix L.
        - Gastrococos Morales
        - Gaussia H.Wendl.
        - Gembanga Blume = Corypha L.
        - Geonoma Willd.
        - Gigliolia Becc. = Areca L.
        - Glaucothea O.F.Cook = Brahea Mart. ex Endl.
        - Glaziova Mart. ex Drude (SUH) = Lytocaryum Toledo
        - Gomutus Correa = Arenga Labill.
        - Goniocladus Burret
        - Goniosperma Burret = Physokentia Becc.
        - Grisebachia Drude & H.Wendl. (SUH) = Howea Becc.
        - Gronophyllum Scheff.
        - Guihaia J.Dransf., S.K.Lee & F.N.Wei
        - Guilielma Mart. = Bactris Jacq.
        - Gulubia Becc.
        - Gulubiopsis Becc. = Gulubia Becc.
        - Gynestum Poit. = Geonoma Willd.
        - Haitiella L.H.Bailey = Coccothrinax Sarg.
        - Halmoorea J.Dransf. & N.W.Uhl
        - Haplodypsis Baill. = Neophloga Baill.
        - Haplophloga Baill. = Neophloga Baill.
        - Harina Buch.-Ham. = Wallichia Roxb.
        - Hedyscepe H.Wendl. & Drude
        - Hemithrinax Hook.f. = Thrinax Sw.
        - Heterospathe Scheff.
        - Hexopetion Burret = Astrocaryum G.Mey.
        - Howea Becc.
        - Hydriastele H.Wendl. & Drude
        - Hyophorbe Gaertn.
        - Hyospathe Mart.
        - Hyphaene Gaertn.
        - Iguanura Blume
        - Inodes O.F.Cook = Sabal Adans.
        - Iriartea Ruiz & Pav.
        - Iriartella H.Wendl.
        - Itaya H.E.Moore
        - Jessenia H.Karst. = Oenocarpus Mart.
        - Johannesteijsmannia H.E.Moore
        - Juania Drude
        - Jubaea Kunth
        - Jubaeopsis Becc.
        - Kajewskia Guillaumin = Veitchia H.Wendl.
        - Kalbreyera Burret = Geonoma Willd.
        - Kentia Blume = Gronophyllum Scheff.
        - Kentiopsis Brongn.
        - Keppleria Mart. ex Endl. = Bentinckia Berry ex Roxb.
        - Keppleria Meisn. (SUH) = Oncosperma Blume
        - Kerriodoxa J.Dransf.
        - Kinetostigma Dammer = Chamaedorea Willd.
        - Klopstockia H.Karst. = Ceroxylon Bonpl. ex DC.
        - Korthalsia Blume
        - Kunthea Humb. & Bonpl. = Chamaedorea Willd.
        - Laccospadix Drude & H.Wendl.
        - Laccosperma (G.Mann & H.Wendl.) Drude
        - Langsdorffia Raddi (SUH) = Syagrus Mart.
        - Latania Comm. ex Juss.
        - Lavoixia H.E.Moore
        - Legnea O.F.Cook (SUI) = Chamaedorea Willd.
        - Lemurophoenix J.Dransf.
        - Leopoldinia Mart.
        - Lepidocaryum Mart.
        - Lepidococcus H.Wendl. & Drude = Mauritiella Burret
        - Lepidorrhachis (H.Wendl. & Drude) O.F.Cook
        - Leptophoenix Becc. = Gronophyllum Scheff.
        - Liberbaileya Furtado = Maxburretia Furtado
        - Licuala Thunb.
        - Linoma O.F.Cook = Dictyosperma H.Wendl. & Drude
        - Linospadix Becc. ex Hook.f. (SUH) = Calyptrocalyx Blume
        - Linospadix H.Wendl.
        - Lithocarpos Ant.Targ.Tozz. = Attalea Kunth
        - Livistona R.Br.
        - Lobia O.F.Cook (SUI) = Chamaedorea Willd.
        - Lodoicea Comm. ex DC.
        - Lontarus Adans. = Borassus L.
        - Lophospatha Burret = Salacca Reinw.
        - Lophothele O.F.Cook (SUI) = Chamaedorea Willd.
        - Loroma O.F.Cook = Archontophoenix H.Wendl. & Drude
        - Louvelia Jum. & H.Perrier
        - Loxococcus H.Wendl. & Drude
        - Lytocaryum Toledo
        - Mackeea H.E.Moore
        - Macrocladus Griff. = Orania Zipp.
        - Macrophloga Becc. = Chrysalidocarpus H.Wendl.
        - Malortiea H.Wendl. = Reinhardtia Liebm.
        - Manicaria Gaertn.
        - Marara H.Karst. = Aiphanes Willd.
        - Marojejya Humbert
        - Martinezia Ruiz & Pav. = Prestoea Hook.f.
        - Mascarena L.H.Bailey = Hyophorbe Gaertn.
        - Masoala Jum.
        - Mauranthe O.F.Cook = Chamaedorea Willd.
        - Mauritia L.f.
        - Mauritiella Burret
        - Maxburretia Furtado
        - Maximiliana Mart.
        - Medemia Wurttemb. ex H.Wendl.
        - Meiota O.F.Cook (SUI) = Chamaedorea Willd.
        - Metasocratea Dugand = Socratea H.Karst.
        - Metroxylon Rottb.
        - Micrococos Phil. = Jubaea Kunth
        - Microcoelum Burret & Potztal = Lytocaryum Toledo
        - Microkentia H.Wendl. ex Hook.f. = Basselinia Vieill.
        - Micronoma H.Wendl. ex Hook.f.
        - Migandra O.F.Cook = Chamaedorea Willd.
        - Mischophloeus Scheff. = Areca L.
        - Molinaea Bertero (SUH) = Jubaea Kunth
        - Moratia H.E.Moore
        - Morenia Ruiz & Pav. = Chamaedorea Willd.
        - Myrialepis Becc.
        - Nannorrhops H.Wendl.
        - Neanthe O.F.Cook (SUI) = Chamaedorea Willd.
        - Nenga H.Wendl. & Drude
        - Nengella Becc. = Gronophyllum Scheff.
        - Neoancistrophyllum Rauschert (SUS) = Laccosperma (G.Mann & H.Wendl.) Drude
        - Neodypsis Baill.
        - Neonicholsonia Dammer
        - Neophloga Baill.
        - Neoveitchia Becc.
        - Neowashingtonia Sudw. = Washingtonia H.Wendl.
        - Nephrocarpus Dammer = Basselinia Vieill.
        - Nephrosperma Balf.f.
        - Nipa Thunb. = Nypa Steck
        - Normanbya F.Muell. ex Becc.
        - Nunnezharia Ruiz & Pav. = Chamaedorea Willd.
        - Nunnezia Willd. = Chamaedorea Willd.
        - Nypa Steck
        - Oenocarpus Mart.
        - Oncocalamus (G.Mann & H.Wendl.) Hook.f.
        - Oncosperma Blume
        - Oothrinax O.F.Cook = Zombia L.H.Bailey
        - Ophiria Becc. = Pinanga Blume
        - Opsiandra O.F.Cook = Gaussia H.Wendl.
        - Orania Zipp.
        - Oraniopsis J.Dransf., A.K.Irvine & N.W.Uhl
        - Orbignya Mart. ex Endl.
        - Oreodoxa Willd. = Prestoea Hook.f.
        - Orophoma Spruce = Mauritia L.f.
        - Palandra O.F.Cook = Phytelephas Ruiz & Pav.
        - Palma Mill. = Phoenix L.
        - Palmjuncus Kuntze = Calamus L.
        - Paragulubia Burret = Gulubia Becc.
        - Parajubaea Burret
        - Paralinospadix Burret = Calyptrocalyx Blume
        - Paranthe O.F.Cook (SUI) = Chamaedorea Willd.
        - Parascheelea Dugand = Orbignya Mart. ex Endl.
        - Paschalococos J.Dransf.
        - Paurotis O.F.Cook = Acoelorrhaphe H.Wendl.
        - Pelagodoxa Becc.
        - Pericycla Blume = Licuala Thunb.
        - Phloga Noronha ex Hook.f.
        - Phlogella Baill. = Chrysalidocarpus H.Wendl.
        - Phoenicophorium H.Wendl.
        - Phoenix L.
        - Pholidocarpus Blume
        - Pholidostachys H.Wendl. ex Hook.f.
        - Physokentia Becc.
        - Phytelephas Ruiz & Pav.
        - Pichisermollia H.C.Monteiro = Areca L.
        - Pigafetta (Blume) Becc.
        - Pilophora Jacq. = Manicaria Gaertn.
        - Pinanga Blume
        - Pindarea Barb.Rodr. = Attalea Kunth
        - Pithodes O.F.Cook = Coccothrinax Sarg.
        - Platenia H.Karst. = Syagrus Mart.
        - Platythea O.F.Cook (SUI) = Chamaedorea Willd.
        - Plectis O.F.Cook = Euterpe Mart.
        - Plectocomia Mart. ex Blume
        - Plectocomiopsis Becc.
        - Podococcus G.Mann & H.Wendl.
        - Pogonotium J.Dransf.
        - Polyandrococos Barb.Rodr.
        - Ponapea Becc. = Ptychosperma Labill.
        - Prestoea Hook.f.
        - Pritchardia Seem. & H.Wendl.
        - Pritchardiopsis Becc.
        - Pseudophoenix H.Wendl. ex Sarg.
        - Pseudopinanga Burret = Pinanga Blume
        - Ptychandra Scheff. = Heterospathe Scheff.
        - Ptychococcus Becc.
        - Ptychoraphis Becc. = Rhopaloblaste Scheff.
        - Ptychosperma Labill.
        - Pyrenoglyphis H.Karst. = Bactris Jacq.
        - Ranevea L.H.Bailey = Ravenea C.D.Bouche
        - Raphia P.Beauv.
        - Rathea H.Karst. = Synechanthus H.Wendl.
        - Ravenea C.D.Bouche
        - Regelia Hort. ex H.Wendl. (SUI) = Verschaffeltia H.Wendl.
        - Rehderophoenix Burret = Drymophloeus Zipp.
        - Reineckea H.Karst. (SUH) = Synechanthus H.Wendl.
        - Reinhardtia Liebm.
        - Retispatha J.Dransf.
        - Rhapidophyllum H.Wendl. & Drude
        - Rhapis L.f. ex Aiton
        - Rhopaloblaste Scheff.
        - Rhopalostylis H.Wendl. & Drude
        - Rhynchocarpa Becc. (SUH) = Burretiokentia Pic.Serm.
        - Rhyticocos Becc. = Syagrus Mart.
        - Roebelia Engel = Geonoma Willd.
        - Romanowia Sander ex Andre = Ptychosperma Labill.
        - Rooseveltia O.F.Cook = Euterpe Mart.
        - Roscheria H.Wendl. ex Balf.f.
        - Rotang Adans. = Calamus L.
        - Rotanga Boehm. = Calamus L.
        - Roystonea O.F.Cook
        - Sabal Adans.
        - Saguaster Kuntze = Drymophloeus Zipp.
        - Saguerus Steck = Arenga Labill.
        - Sagus Gaertn. = Raphia P.Beauv.
        - Sagus Steck (SUH) = Metroxylon Rottb.
        - Salacca Reinw.
        - Sargentia H.Wendl. & Drude ex Salomon (SUH) = Pseudophoenix H.Wendl. ex Sarg.
        - Saribus Blume = Livistona R.Br.
        - Sarinia O.F.Cook = Attalea Kunth
        - Satakentia H.E.Moore
        - Scheelea H.Karst.
        - Schippia Burret
        - Schizospatha Furtado = Calamus L.
        - Schunda-Pana Adans. = Caryota L.
        - Sclerosperma G.Mann & H.Wendl.
        - Seaforthia R.Br. = Ptychosperma Labill.
        - Serenoa Hook.f.
        - Simpsonia O.F.Cook = Thrinax Sw.
        - Sindroa Jum. = Orania Zipp.
        - Siphokentia Burret
        - Slackia Griff. = Iguanura Blume
        - Socratea H.Karst.
        - Solfia Rech. = Drymophloeus Zipp.
        - Sommieria Becc.
        - Spathoscaphe Oerst. = Chamaedorea Willd.
        - Stachyophorbe (Liebm. ex Mart.) Liebm. = Chamaedorea Willd.
        - Stephanostachys (Klotzsch) Klotzsch ex O.E.Schulz = Chamaedorea Willd.
        - Stevensonia Duncan ex Balf.f. = Phoenicophorium H.Wendl.
        - Strongylocaryum Burret = Ptychosperma Labill.
        - Styloma O.F.Cook = Pritchardia Seem. & H.Wendl.
        - Sublimia Comm. ex Mart. = Hyophorbe Gaertn.
        - Syagrus Mart.
        - Symphyogyne Burret = Maxburretia Furtado
        - Synechanthus H.Wendl.
        - Taenianthera Burret = Geonoma Willd.
        - Taliera Mart. = Corypha L.
        - Taveunia Burret = Cyphosperma H.Wendl. ex Hook.f.
        - Tectiphiala H.E.Moore
        - Tessmanniodoxa Burret = Chelyocarpus Dammer
        - Tessmanniophoenix Burret = Chelyocarpus Dammer
        - Teysmannia Rchb. & Zoll. = Johannesteijsmannia H.E.Moore
        - Thrinax Sw.
        - Thrincoma O.F.Cook = Coccothrinax Sarg.
        - Thringis O.F.Cook = Coccothrinax Sarg.
        - Thuessinkia Korth. ex Miq. = Caryota L.
        - Tilmia O.F.Cook = Aiphanes Willd.
        - Toxophoenix Schott = Astrocaryum G.Mey.
        - Trachycarpus H.Wendl.
        - Trichodypsis Baill. = Dypsis Noronha ex Mart.
        - Trithrinax Mart.
        - Veillonia H.E.Moore
        - Veitchia H.Wendl.
        - Verschaffeltia H.Wendl.
        - Vitiphoenix Becc. = Veitchia H.Wendl.
        - Voanioala J.Dransf.
        - Vonitra Becc.
        - Vouay Aubl. = Geonoma Willd.
        - Wallichia Roxb.
        - Washingtonia H.Wendl.
        - Welfia H.Wendl.
        - Wendlandiella Dammer
        - Wettinella O.F.Cook & Doyle = Wettinia Poepp.
        - Wettinia Poepp.
        - Wettiniicarpus Burret = Wettinia Poepp.
        - Wissmannia Burret = Livistona R.Br.
        - Wodyetia Irvine
        - Woodsonia L.H.Bailey = Neonicholsonia Dammer
        - Wrightea Roxb. = Wallichia Roxb.
        - Yarina O.F.Cook = Phytelephas Ruiz & Pav.
        - Ynesa O.F.Cook = Attalea Kunth
        - Yuyba (Barb.Rodr.) L.H.Bailey = Bactris Jacq.
        - Zalaccella Becc. = Calamus L.
        - Zelonops Raf. = Phoenix L.
        - Zombia L.H.Bailey

## Poales
- Monocotyledoneae ou Liliopsida (seria colocada na categoria de classe)
  - Commelinidae (seria colocada na categoria de subclasse)
    - Poales
      - Sparganiaceae
        - Sparganium

      - Typhaceae
        - Typha

      - Bromeliaceae
        - Abromeitiella Mez
        - Acanthostachys Klotzsch
        - Aechmea Ruiz & Pav.
        - Alcantarea (E.Morren) Harms = Vriesea Lindl.
        - Anacyclia Hoffmanns. = Billbergia Thunb.
        - Ananas Mill.
        - Andrea Mez
        - Androlepis Brongn. ex Houllet
        - Araeococcus Brongn.
        - Aregelia Kuntze (SUS) = Nidularium Lem.
        - Ayensua L.B.Sm.
        - Bakerantha L.B.Sm. = Hechtia Klotzsch
        - Bakeria Andre (SUH) = Hechtia Klotzsch
        - Billbergia Thunb.
        - Brewcaria L.B.Sm., Steyerm. & H.Rob.
        - Brocchinia Schult.f.
        - Bromelia L.
        - Canistrum E.Morren
        - Caraguata Lindl. (SUH) = Guzmania Ruiz & Pav.
        - Catopsis Griseb.
        - Chevaliera Gaudich. ex Beer = Aechmea Ruiz & Pav.
        - Chirripoa Suess. = Guzmania Ruiz & Pav.
        - Cipuropsis Ule = Vriesea Lindl.
        - Connellia N.E.Br.
        - Cottendorfia Schult.f.
        - Cryptanopsis Ule = Orthophytum Beer
        - Cryptanthus Otto & A.Dietr.
        - Deinacanthon Mez = Bromelia L.
        - Deuterocohnia Mez
        - Disteganthus Lem.
        - Dyckia Schult.f.
        - Encholirium Mart. ex Schult.f.
        - Fascicularia Mez
        - Fernseea Baker
        - Fosterelia Airy Shaw (SUI) = Fosterella L.B.Sm.
        - Fosterella L.B.Sm.
        - Glomeropitcairnia Mez
        - Gravisia Mez = Aechmea Ruiz & Pav.
        - Greigia Regel
        - Guzmania Ruiz & Pav.
        - Hechtia Klotzsch
        - Hesperogreigia Skottsb. = Greigia Regel
        - Hohenbergia Schult.f.
        - Hohenbergiopsis L.B.Sm. & Read
        - Karatas Mill. = Bromelia L.
        - Lamprococcus Beer = Aechmea Ruiz & Pav.
        - Lindmania Mez
        - Lymania Read
        - Macrochordion de Vriese = Aechmea Ruiz & Pav.
        - Massangea E.Morren = Guzmania Ruiz & Pav.
        - Meziothamnus Harms = Abromeitiella Mez
        - Mezobromelia L.B.Sm.
        - Navia Schult.f.
        - Neoglaziovia Mez
        - Neoregelia L.B.Sm.
        - Nidularium Lem.
        - Niveophyllum Matuda = Hechtia Klotzsch
        - Ochagavia Phil.
        - Ortgiesia Regel = Aechmea Ruiz & Pav.
        - Orthophytum Beer
        - Pitcairnia L'Her.
        - Placseptalia Espinosa = Ochagavia Phil.
        - Platyaechmea (Baker) L.B.Sm. & Kress = Aechmea Ruiz & Pav.
        - Podaechmea (Mez) L.B.Sm. & Kress = Aechmea Ruiz & Pav.
        - Portea K.Koch
        - Pothuava Gaudich. = Aechmea Ruiz & Pav.
        - Prionophyllum K.Koch = Dyckia Schult.f.
        - Pseudaechmea L.B.Sm. & Read
        - Pseudananas Hassl. ex Harms
        - Puya Molina
        - Quesnelia Gaudich.
        - Rhodostachys Phil. = Ochagavia Phil.
        - Ronnbergia E.Morren & Andre
        - Schlumbergera E.Morren (SUH) = Guzmania Ruiz & Pav.
        - Sincoraea Ule = Orthophytum Beer
        - Sodiroa Andre = Guzmania Ruiz & Pav.
        - Steyerbromelia L.B.Sm.
        - Streptocalyx Beer
        - Thecophyllum Andre = Guzmania Ruiz & Pav.
        - Tillandsia L.
        - Vriesea Lindl.
        - Wittmackia Mez = Aechmea Ruiz & Pav.
        - Wittrockia Lindm.

      - Rapateaceae
        - Amphiphyllum Gleason
        - Cephalostemon R.H.Schomb.
        - Duckea Maguire
        - Epidryos Maguire
        - Epiphyton Maguire (SUH) = Epidryos Maguire
        - Guacamaya Maguire
        - Kunhardtia Maguire
        - Marahuacaea Maguire
        - Maschalocephalus Gilg & K.Schum.
        - Monotrema Korn.
        - Phelpsiella Maguire
        - Potarophytum Sandwith
        - Rapatea Aubl.
        - Saxofridericia R.H.Schomb.
        - Schoenocephalium Seub.
        - Spathanthus Desv.
        - Stegolepis Klotzsch ex Korn.
        - Windsorina Gleason

      - Eriocaulaceae
        - Blastocaulon Ruhland
        - Carptotepala Moldenke = Syngonanthus Ruhland
        - Comanthera L.B.Sm. = Syngonanthus Ruhland
        - Eriocaulon L.
        - Lachnocaulon Kunth
        - Leiothrix Ruhland
        - Mesanthemum Korn.
        - Moldenkeanthus Morat = Paepalanthus Kunth
        - Paepalanthus Kunth
        - Philodice Mart.
        - Rondonanthus Herzog = Paepalanthus Kunth
        - Syngonanthus Ruhland
        - Tonina Aubl.
        - Wurdackia Moldenke = Paepalanthus Kunth

      - Xyridaceae
        - Abolboda Bonpl.
        - Achlyphila Maguire & Wurdack
        - Aratitiyopea Steyerm.
        - Orectanthe Maguire
        - Xyris L.

      - Mayacaceae
        - Biaslia Vand. = Mayaca Aubl.
        - Coletia Vell. = Mayaca Aubl.
        - Mayaca Aubl.
        - Syena Schreb. = Mayaca Aubl.

      - Thurniaceae
        - Prionium E.Mey.
        - Thurnia Hook.f.

      - Juncaceae
        - Andesia Hauman = Oxychloe Phil.
        - Distichia Nees & Meyen
        - Ebingeria Chrtek & Krisa = Luzula DC.
        - Juncus L.
        - Luzula DC.
        - Marsippospermum Desv.
        - Microschoenus C.B.Clarke = Juncus L.
        - Oxychloe Phil.
        - Patosia Buchenau = Oxychloe Phil.
        - Rostkovia Desv.

      - Cyperaceae
        - Abildgaardia Vahl = Fimbristylis Vahl
        - Acorellus Palla = Cyperus L.
        - Acriulus Ridl. = Scleria Bergius
        - Actinoschoenus Benth.
        - Actinoscirpus (Ohwi) R.W.Haines & Lye
        - Afrotrilepis (Gilly) J.Raynal
        - Alinula J.Raynal
        - Amphiscirpus Oteng-Yeb.
        - Androtrichum (Brongn.) Brongn.
        - Anosporum Nees = Cyperus L.
        - Arthrostylis R.Br.
        - Ascolepis Nees ex Steud.
        - Ascopholis C.E.C.Fisch. = Cyperus L.
        - Asterochaete Nees = Carpha Banks & Sol. ex R.Br.
        - Baeothryon A.Dietr. = Eleocharis R.Br.
        - Baumea Gaudich. = Machaerina Vahl
        - Becquerelia Brongn.
        - Bisboeckelera Kuntze
        - Blepharolepis Nees = Scirpus L.
        - Blysmocarex N.A.Ivanova = Kobresia Willd.
        - Blysmopsis Oteng-Yeb. = Blysmus Panz. ex Schult.
        - Blysmus Panz. ex Schult.
        - Boeckeleria T.Durand = Tetraria P.Beauv.
        - Bolboschoenus (Asch.) Palla
        - Bulbostylis Kunth
        - Calyptrocarya Nees
        - Capitularia J.V.Suringar = Capitularina Kern
        - Capitularina Kern
        - Carex L.
        - Carpha Banks & Sol. ex R.Br.
        - Catagyna Hutch. & Dalziel = Scleria Bergius
        - Caustis R.Br.
        - Cephalocarpus Nees
        - Chaetocyperus Nees = Eleocharis R.Br.
        - Chaetospora R.Br. = Schoenus L.
        - Chamaegyne Suess. = Eleocharis R.Br.
        - Chillania Roiv.
        - Chlorocyperus Rikli = Cyperus L.
        - Chondrachne R.Br. = Lepironia Rich.
        - Chorizandra R.Br.
        - Chrysitrix L.
        - Cladium P.Browne
        - Coleochloa Gilly
        - Costularia C.B.Clarke
        - Courtoisia Nees (SUH) = Courtoisina Sojak
        - Courtoisina Sojak
        - Crosslandia W.Fitzg.
        - Cryptangium Schrad. ex Nees = Lagenocarpus Nees
        - Cryptopodium Schrad. ex Nees = Scleria Bergius
        - Cyathochaeta Nees
        - Cyathocoma Nees = Tetraria P.Beauv.
        - Cymophyllus Mack. ex Britton & A.Br.
        - Cyperus L.
        - Desmoschoenus Hook.f.
        - Dichostylis P.Beauv. = Fimbristylis Vahl
        - Dichromena Michx. = Rhynchospora Vahl
        - Didymiandrum Gilly
        - Diplacrum R.Br.
        - Diplasia Pers.
        - Diplocarex Hayata = Carex L.
        - Dulichium Pers.
        - Ecklonea Steud. = Trianoptiles Fenzl ex Endl.
        - Egleria G.Eiten
        - Eleocharis R.Br.
        - Eleogiton Link (SUH) = Isolepis R.Br.
        - Elyna Schrad. = Kobresia Willd.
        - Elynanthus Nees = Tetraria P.Beauv.
        - Epischoenus C.B.Clarke
        - Eriophorella Holub = Trichophorum Pers.
        - Eriophoropsis Palla = Eriophorum L.
        - Eriophorum L.
        - Erioscirpus Palla = Eriophorum L.
        - Eriospora Hochst. ex A.Rich. = Coleochloa Gilly
        - Evandra R.Br.
        - Everardia Ridl.
        - Exocarya Benth.
        - Exochogyne C.B.Clarke
        - Ficinia Schrad.
        - Fimbristylis Vahl
        - Fintelmannia Kunth = Trilepis Nees
        - Fuirena Rottb.
        - Gahnia J.R.Forst. & G.Forst.
        - Galilea Parl. = Cyperus L.
        - Gymnoschoenus Nees
        - Heleocharis T.Lestib. = Eleocharis R.Br.
        - Hellmuthia Steud.
        - Helonema Suess. = Eleocharis R.Br.
        - Hemicarex Benth. = Kobresia Willd.
        - Hemicarpha Nees = Lipocarpha R.Br.
        - Hemichlaena Schrad. = Ficinia Schrad.
        - Holoschoenus Link (SUH) = Scirpoides Seg.
        - Hoppia Nees = Bisboeckelera Kuntze
        - Hymenochaeta P.Beauv. (SUH) = Actinoscirpus (Ohwi) R.W.Haines & Lye
        - Hypolytrum Rich. ex Pers.
        - Ideleria Kunth = Tetraria P.Beauv.
        - Indocourtoisia Bennet & Raizada (SUS) = Courtoisina Sojak
        - Isolepis R.Br.
        - Juncellus C.B.Clarke = Cyperus L.
        - Kobresia Willd.
        - Koyamaea W.W.Thomas & Davidse
        - Kyllinga Rottb.
        - Kyllingiella R.W.Haines & Lye
        - Lagenocarpus Nees
        - Lampocarya R.Br. = Gahnia J.R.Forst. & G.Forst.
        - Lepidosperma Labill.
        - Lepironia Rich.
        - Lipocarpha R.Br.
        - Lophocarpus Boeck. = Schoenus L.
        - Lophoschoenus Stapf = Costularia C.B.Clarke
        - Machaerina Vahl
        - Macrochaetium Steud. = Tetraria P.Beauv.
        - Mapania Aubl.
        - Mapaniopsis C.B.Clarke
        - Mariscopsis Cherm. = Queenslandiella Domin
        - Marisculus Goetgh. = Alinula J.Raynal
        - Mariscus Vahl = Cyperus L.
        - Maximoviczia A.P.Khokhr. (SUH) = Scirpus L.
        - Maximovicziella A.P.Khokhr. = Scirpus L.
        - Megarrhena Schrad. ex Nees = Androtrichum (Brongn.) Brongn.
        - Mesomelaena Nees
        - Microdracoides Hua
        - Micropapyrus Suess. = Rhynchospora Vahl
        - Morelotia Gaudich.
        - Neesenbeckia Levyns
        - Nelmesia Van der Veken
        - Nemum Desv.
        - Neo-Senea K.Schum. ex H.Pfeiff. = Lagenocarpus Nees
        - Neolophocarpus E.G.Camus = Schoenus L.
        - Oreobolopsis Koyama & Guagl.
        - Oreobolus R.Br.
        - Oreograstis K.Schum. = Carpha Banks & Sol. ex R.Br.
        - Oxycaryum Nees
        - Paramapania Uittien
        - Pentasticha Turcz. = Fuirena Rottb.
        - Phacellanthus Siebold & Zucc. (SUH) = Gahnia J.R.Forst. & G.Forst.
        - Phylloscirpus C.B.Clarke
        - Platylepis Kunth (SUH) = Ascolepis Nees ex Steud.
        - Pleurostachys Brongn.
        - Principina Uittien
        - Pseudoeverardia Gilly = Everardia Ridl.
        - Pseudomariscus Rauschert (SUS) = Courtoisina Sojak
        - Pseudoschoenus (C.B.Clarke) Oteng-Yeb.
        - Psilocarya Torr. = Rhynchospora Vahl
        - Pteroscleria Nees = Diplacrum R.Br.
        - Ptilanthelium Steud.
        - Pycreus P.Beauv.
        - Queenslandiella Domin
        - Raynalia Sojak = Alinula J.Raynal
        - Reedia F.Muell.
        - Remirea Aubl.
        - Rhynchocladium T.Koyama
        - Rhynchospora Vahl
        - Rikliella J.Raynal = Lipocarpha R.Br.
        - Schoenodendron Engl. = Microdracoides Hua
        - Schoenoides Seberg = Oreobolus R.Br.
        - Schoenoplectus (Rchb.) Palla
        - Schoenoxiphium Nees
        - Schoenus L.
        - Scirpidiella Rauschert = Isolepis R.Br.
        - Scirpodendron Zipp. ex Kurz
        - Scirpoides Seg.
        - Scirpus L.
        - Scleria Bergius
        - Sickmannia Nees = Ficinia Schrad.
        - Sorostachys Steud. = Cyperus L.
        - Sphaerocyperus Lye
        - Sphaeromariscus E.G.Camus = Cyperus L.
        - Stenophyllus Raf. = Bulbostylis Kunth
        - Sumatroscirpus Oteng-Yeb.
        - Syntrinema H.Pfeiff. = Rhynchospora Vahl
        - Tetraria P.Beauv.
        - Tetrariopsis C.B.Clarke = Tetraria P.Beauv.
        - Thoracostachyum Kurz = Mapania Aubl.
        - Torulinium Desv. = Cyperus L.
        - Trachystylis S.T.Blake
        - Trianoptiles Fenzl ex Endl.
        - Trichophorum Pers.
        - Trichoschoenus J.Raynal
        - Tricostularia Nees ex Lehm.
        - Trilepis Nees
        - Tylocarya Nelmes = Fimbristylis Vahl
        - Uncinia Pers.
        - Vesicarex Steyerm. = Carex L.
        - Vincentia Gaudich. = Machaerina Vahl
        - Voladeria Benoist = Oreobolus R.Br.
        - Volkiella Merxm. & Czech
        - Websteria S.H.Wright

      - Anarthriaceae
        - Anarthria
        - Hopkinsia
        - Lyginia R.Br.

      - Centrolepidaceae
      - Ecdeiocoleaceae
      - Flagellariaceae
      - Joinvilleaceae
      - Poaceae - ver Anexo:Lista de géneros da família Poaceae
      - Restionaceae

## Commelinales
- Monocotyledoneae ou Liliopsida (seria colocada na categoria de classe)
  - Commelinidae (seria colocada na categoria de subclasse)
    - Commelinales
      - Commelinaceae
      - Haemodoraceae
      - Hanguanaceae
      - Philydraceae
      - Pontederiaceae

## Zingiberales
- Monocotyledoneae ou Liliopsida (seria colocada na categoria de classe)
  - Commelinidae (seria colocada na categoria de subclasse)
    - Zingiberales
      - Cannaceae
      - Costaceae
      - Heliconiaceae
      - Lowiaceae
      - Marantaceae
      - Musaceae
      - Strelitziaceae
      - Zingiberaceae